# فهرست خورشیدگرفتگی‌های سده ۲۴ (میلادی)
این فهرست شامل خورشیدگرفتگی‌های قرن ۲۴ میلادی است که در طی سال‌های ۲۳۰۱ تا ۲۴۰۰ روی خواهند داد. در این دوره ۲۴۸ خورشیدگرفتگی روی خواهد داد که ۸۸ مورد آن خورشیدگرفتگی جزئی، ۸۶ مورد خورشیدگرفتگی حلقه‌ای، ۶۶ خورشیدگرفتگی کامل و ۸ مورد نیز از نوع خورشیدگرفتگی مرکب خواهد بود.
| تاریخ           | زمان بزرگ‌ترین گرفت | چرخهٔ ساروس | نوع    | قدر    | مدت زمان          | مکان                                            | مسیر گرفتگی            | ناحیهٔ جغرافیایی | منبع(ها) |
| --------------- | ------------------ | ---------- | ------ | ------ | ----------------- | ----------------------------------------------- | ---------------------- | --------------- | -------- |
| ۹ مه ۲۳۰۱       | ۱۴:۰۰:۵۹           | ۱۳۳        | کامل   | ۱٫۰۳۵۴ | ۰۳ دقیقه ۱۰ ثانیه | ۲۵°۳۰′جنوبی ۱۱°۰۰′غربی / ۲۵٫۵°جنوبی ۱۱٫۰°غربی   | ۱۶۸ کیلومتر (۱۰۴ مایل) |                 | [ ۱ ]    |
| ۱ نوامبر ۲۳۰۱   | ۱۷:۱۹:۳۳           | ۱۳۸        | حلقه‌ای | ۰٫۹۷۸۶ | ۰۲ دقیقه ۰۱ ثانیه | ۳۴°۴۸′شمالی ۵۷°۱۲′غربی / ۳۴٫۸°شمالی ۵۷٫۲°غربی   | ۱۲۶ کیلومتر (۷۸ مایل)  |                 | [ ۱ ]    |
| ۲۹ آوریل ۲۳۰۲   | ۰۰:۴۷:۱۹           | ۱۴۳        | حلقه‌ای | ۰٫۹۸۲۵ | ۰۱ دقیقه ۴۹ ثانیه | ۱۵°۳۶′شمالی ۱۷۰°۰۰′شرقی / ۱۵٫۶°شمالی ۱۷۰٫۰°شرقی | ۶۲ کیلومتر (۳۹ مایل)   |                 | [ ۱ ]    |
| ۲۲ اکتبر ۲۳۰۲   | ۰۵:۱۱:۱۶           | ۱۴۸        | کامل   | ۱٫۰۴۱۳ | ۰۳ دقیقه ۳۸ ثانیه | ۷°۴۸′جنوبی ۱۰۲°۵۴′شرقی / ۷٫۸°جنوبی ۱۰۲٫۹°شرقی   | ۱۳۹ کیلومتر (۸۶ مایل)  |                 | [ ۱ ]    |
| ۱۸ آوریل ۲۳۰۳   | ۰۴:۰۹:۲۶           | ۱۵۳        | حلقه‌ای | ۰٫۹۳۴۱ | ۰۵ دقیقه ۳۸ ثانیه | ۵۳°۴۸′شمالی ۸۳°۴۲′شرقی / ۵۳٫۸°شمالی ۸۳٫۷°شرقی   | ۳۹۳ کیلومتر (۲۴۴ مایل) |                 | [ ۱ ]    |
| ۱۱ اکتبر ۲۳۰۳   | ۲۱:۱۷:۲۵           | ۱۵۸        | کامل   | ۱٫۰۵۹۶ | ۰۴ دقیقه ۱۲ ثانیه | ۴۱°۰۶′جنوبی ۱۶۳°۱۲′غربی / ۴۱٫۱°جنوبی ۱۶۳٫۲°غربی | ۲۵۲ کیلومتر (۱۵۷ مایل) |                 | [ ۱ ]    |
| ۷ مارس ۲۳۰۴     | ۱۱:۳۴:۲۴           | ۱۲۵        | جزئی   | ۰٫۲۱۱۸ | —                 | ۶۱°۱۲′جنوبی ۱۱۱°۴۸′شرقی / ۶۱٫۲°جنوبی ۱۱۱٫۸°شرقی | —                      |                 | [ ۱ ]    |
| ۶ آوریل ۲۳۰۴    | ۰۴:۰۰:۲۱           | ۱۶۳        | جزئی   | ۰٫۱۱۸۹ | —                 | ۶۱°۱۲′شمالی ۲۲°۰۶′شرقی / ۶۱٫۲°شمالی ۲۲٫۱°شرقی   | —                      |                 | [ ۱ ]    |
| ۱ سپتامبر ۲۳۰۴  | ۰۳:۰۷:۴۰           | ۱۳۰        | جزئی   | ۰٫۵۰۳۸ | —                 | ۶۱°۲۴′شمالی ۱۱۸°۱۲′غربی / ۶۱٫۴°شمالی ۱۱۸٫۲°غربی | —                      |                 | [ ۱ ]    |
| ۳۰ سپتامبر ۲۳۰۴ | ۱۲:۵۸:۱۷           | ۱۶۸        | جزئی   | ۰٫۳۰۳۰ | —                 | ۶۱°۱۲′جنوبی ۱۰۹°۰۰′غربی / ۶۱٫۲°جنوبی ۱۰۹٫۰°غربی | —                      |                 | [ ۱ ]    |
| ۲۴ فوریه ۲۳۰۵   | ۱۸:۴۶:۰۹           | ۱۳۵        | حلقه‌ای | ۰٫۹۹۷۳ | ۰۰ دقیقه ۱۳ ثانیه | ۴۵°۴۲′جنوبی ۶۹°۱۸′غربی / ۴۵٫۷°جنوبی ۶۹٫۳°غربی   | ۱۳ کیلومتر (۸٫۱ مایل)  |                 | [ ۱ ]    |
| ۲۱ اوت ۲۳۰۵     | ۱۰:۳۵:۴۴           | ۱۴۰        | حلقه‌ای | ۰٫۹۶۳۷ | ۰۳ دقیقه ۲۱ ثانیه | ۴۱°۳۰′شمالی ۴۳°۴۲′شرقی / ۴۱٫۵°شمالی ۴۳٫۷°شرقی   | ۱۵۵ کیلومتر (۹۶ مایل)  |                 | [ ۱ ]    |
| ۱۴ فوریه ۲۳۰۶   | ۰۸:۱۷:۴۹           | ۱۴۵        | کامل   | ۱٫۰۴۴۱ | ۰۳ دقیقه ۴۹ ثانیه | ۱۱°۱۸′جنوبی ۶۱°۰۰′شرقی / ۱۱٫۳°جنوبی ۶۱٫۰°شرقی   | ۱۴۷ کیلومتر (۹۱ مایل)  |                 | [ ۱ ]    |
| ۱۰ اوت ۲۳۰۶     | ۱۱:۵۵:۱۰           | ۱۵۰        | حلقه‌ای | ۰٫۹۴۶۱ | ۰۶ دقیقه ۳۷ ثانیه | ۴°۳۶′شمالی ۱°۰۰′شرقی / ۴٫۶°شمالی ۱٫۰°شرقی       | ۲۰۲ کیلومتر (۱۲۶ مایل) |                 | [ ۱ ]    |
| ۴ فوریه ۲۳۰۷    | ۰۰:۰۸:۰۱           | ۱۵۵        | کامل   | ۱٫۰۳۷۳ | ۰۳ دقیقه ۱۲ ثانیه | ۲۵°۴۲′شمالی ۱۶۶°۵۴′شرقی / ۲۵٫۷°شمالی ۱۶۶٫۹°شرقی | ۱۷۶ کیلومتر (۱۰۹ مایل) |                 | [ ۱ ]    |
| ۳۰ ژوئیه ۲۳۰۷   | ۱۳:۳۱:۱۶           | ۱۶۰        | حلقه‌ای | ۰٫۹۶۰۲ | ۰۳ دقیقه ۳۷ ثانیه | ۵۰°۰۰′جنوبی ۴۸°۴۲′غربی / ۵۰٫۰°جنوبی ۴۸٫۷°غربی   | ۵۰۱ کیلومتر (۳۱۱ مایل) |                 | [ ۱ ]    |
| ۲۵ دسامبر ۲۳۰۷  | ۲۳:۲۴:۲۳           | ۱۲۷        | جزئی   | ۰٫۲۵۸۵ | —                 | ۶۵°۴۲′جنوبی ۵°۰۶′غربی / ۶۵٫۷°جنوبی ۵٫۱°غربی     | —                      |                 | [ ۱ ]    |
| ۲۴ ژانویه ۲۳۰۸  | ۱۳:۳۳:۴۰           | ۱۶۵        | جزئی   | ۰٫۲۰۲۹ | —                 | ۶۳°۱۸′شمالی ۶۳°۰۰′غربی / ۶۳٫۳°شمالی ۶۳٫۰°غربی   | —                      |                 | [ ۱ ]    |
| ۱۹ ژوئن ۲۳۰۸    | ۱۲:۵۷:۵۳           | ۱۳۲        | کامل   | ۱٫۰۳۹۶ | ۰۲ دقیقه ۰۸ ثانیه | ۸۴°۰۶′شمالی ۱۲۰°۳۶′شرقی / ۸۴٫۱°شمالی ۱۲۰٫۶°شرقی | ۴۰۱ کیلومتر (۲۴۹ مایل) |                 | [ ۱ ]    |
| ۱۴ دسامبر ۲۳۰۸  | ۰۲:۳۴:۵۲           | ۱۳۷        | حلقه‌ای | ۰٫۹۲۰۷ | ۰۶ دقیقه ۳۱ ثانیه | ۷۳°۲۴′جنوبی ۱۴۸°۳۶′شرقی / ۷۳٫۴°جنوبی ۱۴۸٫۶°شرقی | ۴۷۰ کیلومتر (۲۹۰ مایل) |                 | [ ۱ ]    |
| ۹ ژوئن ۲۳۰۹     | ۰۵:۲۱:۵۵           | ۱۴۲        | کامل   | ۱٫۰۷۸۳ | ۰۶ دقیقه ۳۰ ثانیه | ۳۳°۳۶′شمالی ۱۰۲°۴۲′شرقی / ۳۳٫۶°شمالی ۱۰۲٫۷°شرقی | ۲۵۷ کیلومتر (۱۶۰ مایل) |                 | [ ۱ ]    |
| ۳ دسامبر ۲۳۰۹   | ۰۱:۴۲:۰۵           | ۱۴۷        | حلقه‌ای | ۰٫۹۲۵۴ | ۰۹ دقیقه ۴۰ ثانیه | ۲۶°۵۴′جنوبی ۱۵۴°۳۶′شرقی / ۲۶٫۹°جنوبی ۱۵۴٫۶°شرقی | ۲۸۲ کیلومتر (۱۷۵ مایل) |                 | [ ۱ ]    |
| ۲۹ مه ۲۳۱۰      | ۲۲:۰۴:۵۰           | ۱۵۲        | کامل   | ۱٫۰۵۲۶ | ۰۵ دقیقه ۱۰ ثانیه | ۱۲°۳۰′جنوبی ۱۴۶°۳۰′غربی / ۱۲٫۵°جنوبی ۱۴۶٫۵°غربی | ۲۱۰ کیلومتر (۱۳۰ مایل) |                 | [ ۱ ]    |
| ۲۲ نوامبر ۲۳۱۰  | ۰۴:۲۴:۱۹           | ۱۵۷        | حلقه‌ای | ۰٫۹۶۴۲ | ۰۴ دقیقه ۱۶ ثانیه | ۱۷°۵۴′شمالی ۱۱۷°۴۸′شرقی / ۱۷٫۹°شمالی ۱۱۷٫۸°شرقی | ۱۶۴ کیلومتر (۱۰۲ مایل) |                 | [ ۱ ]    |
| ۱۹ آوریل ۲۳۱۱   | ۲۱:۴۱:۴۹           | ۱۲۴        | جزئی   | ۰٫۲۴۹۹ | —                 | ۷۱°۱۸′شمالی ۹۲°۱۸′شرقی / ۷۱٫۳°شمالی ۹۲٫۳°شرقی   | —                      |                 | [ ۱ ]    |
| ۱۹ مه ۲۳۱۱      | ۱۰:۲۸:۴۶           | ۱۶۲        | جزئی   | ۰٫۳۳۴۵ | —                 | ۶۹°۰۰′جنوبی ۴۶°۵۴′شرقی / ۶۹٫۰°جنوبی ۴۶٫۹°شرقی   | —                      |                 | [ ۱ ]    |
| ۱۳ اکتبر ۲۳۱۱   | ۰۴:۳۶:۰۹           | ۱۲۹        | جزئی   | ۰٫۲۹۸۵ | —                 | ۷۱°۳۶′جنوبی ۲°۰۶′غربی / ۷۱٫۶°جنوبی ۲٫۱°غربی     | —                      |                 | [ ۱ ]    |
| ۱۱ نوامبر ۲۳۱۱  | ۱۴:۳۳:۱۹           | ۱۶۷        | جزئی   | ۰٫۴۹۱۹ | —                 | ۶۹°۵۴′شمالی ۷°۰۶′غربی / ۶۹٫۹°شمالی ۷٫۱°غربی     | —                      |                 | [ ۱ ]    |
| ۷ آوریل ۲۳۱۲    | ۲۳:۱۹:۳۲           | ۱۳۴        | حلقه‌ای | ۰٫۹۲۸۶ | ۰۷ دقیقه ۰۰ ثانیه | ۵۰°۴۸′شمالی ۱۷۴°۴۲′شرقی / ۵۰٫۸°شمالی ۱۷۴٫۷°شرقی | ۳۸۵ کیلومتر (۲۳۹ مایل) |                 | [ ۱ ]    |
| ۱ اکتبر ۲۳۱۲    | ۲۱:۰۸:۲۶           | ۱۳۹        | کامل   | ۱٫۰۵۷۸ | ۰۴ دقیقه ۲۰ ثانیه | ۴۳°۴۸′جنوبی ۱۵۲°۵۴′غربی / ۴۳٫۸°جنوبی ۱۵۲٫۹°غربی | ۲۵۸ کیلومتر (۱۶۰ مایل) |                 | [ ۱ ]    |
| ۲۷ مارس ۲۳۱۳    | ۲۳:۲۹:۳۱           | ۱۴۴        | حلقه‌ای | ۰٫۹۴۵۶ | ۰۶ دقیقه ۵۰ ثانیه | ۲°۳۶′شمالی ۱۶۷°۵۴′غربی / ۲٫۶°شمالی ۱۶۷٫۹°غربی   | ۲۰۰ کیلومتر (۱۲۰ مایل) |                 | [ ۱ ]    |
| ۲۱ سپتامبر ۲۳۱۳ | ۱۱:۵۷:۰۰           | ۱۴۹        | کامل   | ۱٫۰۲۴۹ | ۰۲ دقیقه ۳۰ ثانیه | ۳°۰۰′شمالی ۳°۰۰′شرقی / ۳٫۰°شمالی ۳٫۰°شرقی       | ۸۵ کیلومتر (۵۳ مایل)   |                 | [ ۱ ]    |
| ۱۷ مارس ۲۳۱۴    | ۰۵:۱۱:۵۴           | ۱۵۴        | حلقه‌ای | ۰٫۹۸۸۰ | ۰۱ دقیقه ۰۳ ثانیه | ۴۴°۵۴′جنوبی ۱۲۵°۰۶′شرقی / ۴۴٫۹°جنوبی ۱۲۵٫۱°شرقی | ۶۰ کیلومتر (۳۷ مایل)   |                 | [ ۱ ]    |
| ۱۰ سپتامبر ۲۳۱۴ | ۲۰:۴۹:۱۱           | ۱۵۹        | حلقه‌ای | ۰٫۹۶۵۴ | ۰۲ دقیقه ۵۴ ثانیه | ۵۶°۴۸′شمالی ۱۰۳°۱۸′غربی / ۵۶٫۸°شمالی ۱۰۳٫۳°غربی | ۲۲۰ کیلومتر (۱۴۰ مایل) |                 | [ ۱ ]    |
| ۵ فوریه ۲۳۱۵    | ۰۷:۲۹:۴۹           | ۱۲۶        | جزئی   | ۰٫۴۴۵۳ | —                 | ۷۰°۰۶′شمالی ۳۷°۳۶′شرقی / ۷۰٫۱°شمالی ۳۷٫۶°شرقی   | —                      |                 | [ ۱ ]    |
| ۶ مارس ۲۳۱۵     | ۱۷:۴۶:۲۰           | ۱۶۴        | جزئی   | ۰٫۳۱۸۷ | —                 | ۷۱°۵۴′جنوبی ۲۷°۳۶′شرقی / ۷۱٫۹°جنوبی ۲۷٫۶°شرقی   | —                      |                 | [ ۱ ]    |
| ۱ اوت ۲۳۱۵      | ۰۷:۳۴:۳۲           | ۱۳۱        | جزئی   | ۰٫۴۸۹۸ | —                 | ۶۹°۳۶′جنوبی ۴۳°۱۸′شرقی / ۶۹٫۶°جنوبی ۴۳٫۳°شرقی   | —                      |                 | [ ۱ ]    |
| ۲۵ ژانویه ۲۳۱۶  | ۲۳:۰۵:۱۷           | ۱۳۶        | کامل   | ۱٫۰۲۸۲ | ۰۲ دقیقه ۴۲ ثانیه | ۲۱°۲۴′شمالی ۱۶۶°۰۰′غربی / ۲۱٫۴°شمالی ۱۶۶٫۰°غربی | ۱۲۶ کیلومتر (۷۸ مایل)  |                 | [ ۱ ]    |
| ۲۰ ژوئیه ۲۳۱۶   | ۱۰:۳۶:۱۸           | ۱۴۱        | حلقه‌ای | ۰٫۹۸۳۴ | ۰۲ دقیقه ۰۳ ثانیه | ۸°۰۶′جنوبی ۲۳°۰۶′شرقی / ۸٫۱°جنوبی ۲۳٫۱°شرقی     | ۶۷ کیلومتر (۴۲ مایل)   |                 | [ ۱ ]    |
| ۱۴ ژانویه ۲۳۱۷  | ۱۰:۵۹:۳۸           | ۱۴۶        | حلقه‌ای | ۰٫۹۸۰۷ | ۰۲ دقیقه ۰۸ ثانیه | ۲۳°۱۲′جنوبی ۲۰°۳۰′شرقی / ۲۳٫۲°جنوبی ۲۰٫۵°شرقی   | ۶۹ کیلومتر (۴۳ مایل)   |                 | [ ۱ ]    |
| ۹ ژوئیه ۲۳۱۷    | ۲۰:۴۲:۴۰           | ۱۵۱        | کامل   | ۱٫۰۴۰۶ | ۰۳ دقیقه ۳۲ ثانیه | ۴۰°۲۴′شمالی ۱۲۵°۱۸′غربی / ۴۰٫۴°شمالی ۱۲۵٫۳°غربی | ۱۴۳ کیلومتر (۸۹ مایل)  |                 | [ ۱ ]    |
| ۳ ژانویه ۲۳۱۸   | ۱۵:۴۷:۱۴           | ۱۵۶        | حلقه‌ای | ۰٫۹۲۶۵ | ۰۶ دقیقه ۰۲ ثانیه | ۷۱°۵۴′جنوبی ۵۳°۴۲′غربی / ۷۱٫۹°جنوبی ۵۳٫۷°غربی   | ۴۲۲ کیلومتر (۲۶۲ مایل) |                 | [ ۱ ]    |
| ۳۱ مه ۲۳۱۸      | ۰۵:۴۲:۳۳           | ۱۲۳        | جزئی   | ۰٫۱۱۹۲ | —                 | ۶۴°۱۲′جنوبی ۱۳۱°۱۲′شرقی / ۶۴٫۲°جنوبی ۱۳۱٫۲°شرقی | —                      |                 | [ ۱ ]    |
| ۲۹ ژوئن ۲۳۱۸    | ۱۲:۳۰:۲۲           | ۱۶۱        | جزئی   | ۰٫۹۵۸۳ | —                 | ۶۶°۴۲′شمالی ۱۷۷°۱۸′غربی / ۶۶٫۷°شمالی ۱۷۷٫۳°غربی | —                      |                 | [ ۱ ]    |
| ۲۳ دسامبر ۲۳۱۸  | ۱۵:۰۷:۲۶           | ۱۶۶        | جزئی   | ۰٫۲۲۷۹ | —                 | ۶۶°۰۶′جنوبی ۱۴۸°۵۴′شرقی / ۶۶٫۱°جنوبی ۱۴۸٫۹°شرقی | —                      |                 | [ ۱ ]    |
| ۲۰ مه ۲۳۱۹      | ۲۱:۳۷:۲۳           | ۱۳۳        | کامل   | ۱٫۰۳۳۶ | ۰۳ دقیقه ۰۲ ثانیه | ۲۹°۰۰′جنوبی ۱۲۵°۴۸′غربی / ۲۹٫۰°جنوبی ۱۲۵٫۸°غربی | ۱۷۸ کیلومتر (۱۱۱ مایل) |                 | [ ۱ ]    |
| ۱۳ نوامبر ۲۳۱۹  | ۰۱:۲۴:۳۹           | ۱۳۸        | حلقه‌ای | ۰٫۹۷۸۴ | ۰۲ دقیقه ۰۴ ثانیه | ۳۵°۰۰′شمالی ۱۷۹°۳۶′شرقی / ۳۵٫۰°شمالی ۱۷۹٫۶°شرقی | ۱۳۶ کیلومتر (۸۵ مایل)  |                 | [ ۱ ]    |
| ۹ مه ۲۳۲۰       | ۰۸:۰۴:۳۳           | ۱۴۳        | حلقه‌ای | ۰٫۹۸۲۰ | ۰۱ دقیقه ۵۶ ثانیه | ۱۵°۳۶′شمالی ۶۲°۰۶′شرقی / ۱۵٫۶°شمالی ۶۲٫۱°شرقی   | ۶۴ کیلومتر (۴۰ مایل)   |                 | [ ۱ ]    |
| ۱ نوامبر ۲۳۲۰   | ۱۳:۲۸:۱۹           | ۱۴۸        | کامل   | ۱٫۰۴۰۶ | ۰۳ دقیقه ۳۸ ثانیه | ۹°۴۸′جنوبی ۲۰°۴۸′غربی / ۹٫۸°جنوبی ۲۰٫۸°غربی     | ۱۳۶ کیلومتر (۸۵ مایل)  |                 | [ ۱ ]    |
| ۲۸ آوریل ۲۳۲۱   | ۱۱:۱۲:۵۹           | ۱۵۳        | حلقه‌ای | ۰٫۹۳۶۷ | ۰۵ دقیقه ۳۰ ثانیه | ۵۴°۳۰′شمالی ۱۷°۰۰′غربی / ۵۴٫۵°شمالی ۱۷٫۰°غربی   | ۳۴۱ کیلومتر (۲۱۲ مایل) |                 | [ ۱ ]    |
| ۲۲ اکتبر ۲۳۲۱   | ۰۵:۳۱:۱۸           | ۱۵۸        | کامل   | ۱٫۰۵۶۷ | ۰۴ دقیقه ۰۰ ثانیه | ۴۳°۱۸′جنوبی ۷۴°۴۸′شرقی / ۴۳٫۳°جنوبی ۷۴٫۸°شرقی   | ۲۳۳ کیلومتر (۱۴۵ مایل) |                 | [ ۱ ]    |
| ۱۸ مارس ۲۳۲۲    | ۱۹:۲۱:۵۱           | ۱۲۵        | جزئی   | ۰٫۱۶۷۱ | —                 | ۶۱°۰۶′جنوبی ۱۳°۳۰′غربی / ۶۱٫۱°جنوبی ۱۳٫۵°غربی   | —                      |                 | [ ۱ ]    |
| ۱۷ آوریل ۲۳۲۲   | ۱۱:۱۴:۲۳           | ۱۶۳        | جزئی   | ۰٫۲۰۴۱ | —                 | ۶۱°۳۰′شمالی ۹۴°۵۴′غربی / ۶۱٫۵°شمالی ۹۴٫۹°غربی   | —                      |                 | [ ۱ ]    |
| ۱۲ سپتامبر ۲۳۲۲ | ۱۰:۳۲:۰۶           | ۱۳۰        | جزئی   | ۰٫۳۸۶۵ | —                 | ۶۱°۰۶′شمالی ۱۲۲°۱۲′شرقی / ۶۱٫۱°شمالی ۱۲۲٫۲°شرقی | —                      |                 | [ ۱ ]    |
| ۱۱ اکتبر ۲۳۲۲   | ۲۰:۵۳:۳۸           | ۱۶۸        | جزئی   | ۰٫۳۷۶۳ | —                 | ۶۱°۲۴′جنوبی ۱۲۳°۳۶′شرقی / ۶۱٫۴°جنوبی ۱۲۳٫۶°شرقی | —                      |                 | [ ۱ ]    |
| ۸ مارس ۲۳۲۳     | ۰۳:۰۵:۱۰           | ۱۳۵        | مرکب   | ۱٫۰۰۲۳ | ۰۰ دقیقه ۱۱ ثانیه | ۴۲°۲۴′جنوبی ۱۶۶°۰۶′شرقی / ۴۲٫۴°جنوبی ۱۶۶٫۱°شرقی | ۱۱ کیلومتر (۶٫۸ مایل)  |                 | [ ۱ ]    |
| ۱ سپتامبر ۲۳۲۳  | ۱۷:۲۶:۰۹           | ۱۴۰        | حلقه‌ای | ۰٫۹۵۸۴ | ۰۳ دقیقه ۴۸ ثانیه | ۴۱°۴۲′شمالی ۵۵°۱۸′غربی / ۴۱٫۷°شمالی ۵۵٫۳°غربی   | ۱۹۱ کیلومتر (۱۱۹ مایل) |                 | [ ۱ ]    |
| ۲۵ فوریه ۲۳۲۴   | ۱۶:۵۷:۳۲           | ۱۴۵        | کامل   | ۱٫۰۴۷۵ | ۰۴ دقیقه ۰۲ ثانیه | ۸°۰۶′جنوبی ۶۸°۳۶′غربی / ۸٫۱°جنوبی ۶۸٫۶°غربی     | ۱۵۸ کیلومتر (۹۸ مایل)  |                 | [ ۱ ]    |
| ۲۰ اوت ۲۳۲۴     | ۱۸:۲۸:۲۲           | ۱۵۰        | حلقه‌ای | ۰٫۹۴۴۹ | ۰۶ دقیقه ۳۳ ثانیه | ۵°۴۲′شمالی ۹۶°۰۰′غربی / ۵٫۷°شمالی ۹۶٫۰°غربی     | ۲۰۵ کیلومتر (۱۲۷ مایل) |                 | [ ۱ ]    |
| ۱۴ فوریه ۲۳۲۵   | ۰۸:۵۲:۳۶           | ۱۵۵        | کامل   | ۱٫۰۳۷۸ | ۰۳ دقیقه ۰۸ ثانیه | ۲۷°۳۰′شمالی ۳۳°۵۴′شرقی / ۲۷٫۵°شمالی ۳۳٫۹°شرقی   | ۱۷۵ کیلومتر (۱۰۹ مایل) |                 | [ ۱ ]    |
| ۹ اوت ۲۳۲۵      | ۲۰:۱۶:۲۴           | ۱۶۰        | حلقه‌ای | ۰٫۹۶۴۸ | ۰۳ دقیقه ۲۴ ثانیه | ۴۰°۱۸′جنوبی ۱۴۶°۰۶′غربی / ۴۰٫۳°جنوبی ۱۴۶٫۱°غربی | ۲۵۶ کیلومتر (۱۵۹ مایل) |                 | [ ۱ ]    |
| ۵ ژانویه ۲۳۲۶   | ۰۷:۴۹:۴۳           | ۱۲۷        | جزئی   | ۰٫۲۴۴۰ | —                 | ۶۴°۴۲′جنوبی ۱۴۱°۱۲′غربی / ۶۴٫۷°جنوبی ۱۴۱٫۲°غربی | —                      |                 | [ ۱ ]    |
| ۳ فوریه ۲۳۲۶    | ۲۲:۰۸:۴۹           | ۱۶۵        | جزئی   | ۰٫۲۰۶۸ | —                 | ۶۲°۳۶′شمالی ۱۵۹°۱۸′شرقی / ۶۲٫۶°شمالی ۱۵۹٫۳°شرقی | —                      |                 | [ ۱ ]    |
| ۳۰ ژوئن ۲۳۲۶    | ۲۰:۱۸:۳۶           | ۱۳۲        | جزئی   | ۰٫۹۹۳۱ | —                 | ۶۵°۱۲′شمالی ۳۷°۱۸′شرقی / ۶۵٫۲°شمالی ۳۷٫۳°شرقی   | —                      |                 | [ ۱ ]    |
| ۲۵ دسامبر ۲۳۲۶  | ۱۰:۳۶:۵۳           | ۱۳۷        | حلقه‌ای | ۰٫۹۱۸۲ | ۰۶ دقیقه ۳۹ ثانیه | ۷۳°۳۶′جنوبی ۴۳°۱۸′شرقی / ۷۳٫۶°جنوبی ۴۳٫۳°شرقی   | ۴۹۶ کیلومتر (۳۰۸ مایل) |                 | [ ۱ ]    |
| ۲۰ ژوئن ۲۳۲۷    | ۱۲:۵۵:۰۱           | ۱۴۲        | کامل   | ۱٫۰۷۹۵ | ۰۶ دقیقه ۲۱ ثانیه | ۳۸°۱۸′شمالی ۸°۱۸′غربی / ۳۸٫۳°شمالی ۸٫۳°غربی     | ۲۶۵ کیلومتر (۱۶۵ مایل) |                 | [ ۱ ]    |
| ۱۴ دسامبر ۲۳۲۷  | ۰۹:۳۹:۴۷           | ۱۴۷        | حلقه‌ای | ۰٫۹۲۵۰ | ۰۹ دقیقه ۳۴ ثانیه | ۲۸°۴۸′جنوبی ۳۷°۰۰′شرقی / ۲۸٫۸°جنوبی ۳۷٫۰°شرقی   | ۲۸۴ کیلومتر (۱۷۶ مایل) |                 | [ ۱ ]    |
| ۹ ژوئن ۲۳۲۸     | ۰۵:۳۳:۵۳           | ۱۵۲        | کامل   | ۱٫۰۵۲۴ | ۰۵ دقیقه ۱۶ ثانیه | ۶°۴۲′جنوبی ۹۹°۳۰′شرقی / ۶٫۷°جنوبی ۹۹٫۵°شرقی     | ۱۹۹ کیلومتر (۱۲۴ مایل) |                 | [ ۱ ]    |
| ۲ دسامبر ۲۳۲۸   | ۱۲:۳۶:۳۷           | ۱۵۷        | حلقه‌ای | ۰٫۹۶۵۲ | ۰۴ دقیقه ۱۳ ثانیه | ۱۴°۴۸′شمالی ۶°۵۴′غربی / ۱۴٫۸°شمالی ۶٫۹°غربی     | ۱۵۷ کیلومتر (۹۸ مایل)  |                 | [ ۱ ]    |
| ۳۰ آوریل ۲۳۲۹   | ۰۴:۵۹:۵۸           | ۱۲۴        | جزئی   | ۰٫۱۵۱۴ | —                 | ۷۰°۳۶′شمالی ۳۰°۰۶′غربی / ۷۰٫۶°شمالی ۳۰٫۱°غربی   | —                      |                 | [ ۱ ]    |
| ۲۹ مه ۲۳۲۹      | ۱۷:۴۱:۰۹           | ۱۶۲        | جزئی   | ۰٫۴۴۴۹ | —                 | ۶۸°۰۶′جنوبی ۷۲°۳۰′غربی / ۶۸٫۱°جنوبی ۷۲٫۵°غربی   | —                      |                 | [ ۱ ]    |
| ۲۳ اکتبر ۲۳۲۹   | ۱۲:۴۸:۲۳           | ۱۲۹        | جزئی   | ۰٫۲۳۸۳ | —                 | ۷۱°۰۶′جنوبی ۱۳۸°۳۰′غربی / ۷۱٫۱°جنوبی ۱۳۸٫۵°غربی | —                      |                 | [ ۱ ]    |
| ۲۱ نوامبر ۲۳۲۹  | ۲۲:۵۹:۲۰           | ۱۶۷        | جزئی   | ۰٫۵۳۳۳ | —                 | ۶۸°۵۴′شمالی ۱۴۵°۲۴′غربی / ۶۸٫۹°شمالی ۱۴۵٫۴°غربی | —                      |                 | [ ۱ ]    |
| ۱۹ آوریل ۲۳۳۰   | ۰۶:۲۹:۲۵           | ۱۳۴        | حلقه‌ای | ۰٫۹۳۰۲ | ۰۶ دقیقه ۱۹ ثانیه | ۵۹°۰۰′شمالی ۶۲°۵۴′شرقی / ۵۹٫۰°شمالی ۶۲٫۹°شرقی   | ۴۱۲ کیلومتر (۲۵۶ مایل) |                 | [ ۱ ]    |
| ۱۳ اکتبر ۲۳۳۰   | ۰۵:۱۳:۴۱           | ۱۳۹        | کامل   | ۱٫۰۵۲۸ | ۰۳ دقیقه ۴۶ ثانیه | ۵۱°۱۲′جنوبی ۸۲°۳۰′شرقی / ۵۱٫۲°جنوبی ۸۲٫۵°شرقی   | ۲۵۱ کیلومتر (۱۵۶ مایل) |                 | [ ۱ ]    |
| ۸ آوریل ۲۳۳۱    | ۰۶:۵۷:۰۹           | ۱۴۴        | حلقه‌ای | ۰٫۹۵۰۶ | ۰۶ دقیقه ۰۷ ثانیه | ۹°۱۲′شمالی ۷۹°۰۰′شرقی / ۹٫۲°شمالی ۷۹٫۰°شرقی     | ۱۸۱ کیلومتر (۱۱۲ مایل) |                 | [ ۱ ]    |
| ۲ اکتبر ۲۳۳۱    | ۱۹:۳۹:۱۶           | ۱۴۹        | کامل   | ۱٫۰۱۸۸ | ۰۱ دقیقه ۵۵ ثانیه | ۴°۰۰′جنوبی ۱۱۴°۱۲′غربی / ۴٫۰°جنوبی ۱۱۴٫۲°غربی   | ۶۴ کیلومتر (۴۰ مایل)   |                 | [ ۱ ]    |
| ۲۷ مارس ۲۳۳۲    | ۱۳:۱۱:۳۴           | ۱۵۴        | حلقه‌ای | ۰٫۹۹۴۴ | ۰۰ دقیقه ۳۰ ثانیه | ۳۸°۱۸′جنوبی ۲°۰۰′شرقی / ۳۸٫۳°جنوبی ۲٫۰°شرقی     | ۲۶ کیلومتر (۱۶ مایل)   |                 | [ ۱ ]    |
| ۲۱ سپتامبر ۲۳۳۲ | ۰۳:۵۹:۱۰           | ۱۵۹        | حلقه‌ای | ۰٫۹۶۱۳ | ۰۳ دقیقه ۳۴ ثانیه | ۴۷°۵۴′شمالی ۱۴۲°۱۸′شرقی / ۴۷٫۹°شمالی ۱۴۲٫۳°شرقی | ۲۱۷ کیلومتر (۱۳۵ مایل) |                 | [ ۱ ]    |
| ۱۵ فوریه ۲۳۳۳   | ۱۶:۱۴:۲۰           | ۱۲۶        | جزئی   | ۰٫۴۲۷۰ | —                 | ۷۰°۵۴′شمالی ۱۰۶°۱۲′غربی / ۷۰٫۹°شمالی ۱۰۶٫۲°غربی | —                      |                 | [ ۱ ]    |
| ۱۷ مارس ۲۳۳۳    | ۰۲:۱۰:۵۳           | ۱۶۴        | جزئی   | ۰٫۳۶۵۱ | —                 | ۷۲°۰۶′جنوبی ۱۱۲°۳۰′غربی / ۷۲٫۱°جنوبی ۱۱۲٫۵°غربی | —                      |                 | [ ۱ ]    |
| ۱۱ اوت ۲۳۳۳     | ۱۴:۰۶:۴۸           | ۱۳۱        | جزئی   | ۰٫۳۵۳۴ | —                 | ۷۰°۳۰′جنوبی ۶۶°۵۴′غربی / ۷۰٫۵°جنوبی ۶۶٫۹°غربی   | —                      |                 | [ ۱ ]    |
| ۱۰ سپتامبر ۲۳۳۳ | ۰۵:۴۲:۰۰           | ۱۶۹        | جزئی   | ۰٫۰۵۹۲ | —                 | ۷۲°۰۰′شمالی ۱۵۷°۰۶′غربی / ۷۲٫۰°شمالی ۱۵۷٫۱°غربی | —                      |                 | [ ۱ ]    |
| ۵ فوریه ۲۳۳۴    | ۰۷:۵۰:۲۹           | ۱۳۶        | کامل   | ۱٫۰۲۷۲ | ۰۲ دقیقه ۳۳ ثانیه | ۲۴°۳۶′شمالی ۶۰°۴۸′شرقی / ۲۴٫۶°شمالی ۶۰٫۸°شرقی   | ۱۲۲ کیلومتر (۷۶ مایل)  |                 | [ ۱ ]    |
| ۳۱ ژوئیه ۲۳۳۴   | ۱۷:۲۶:۳۳           | ۱۴۱        | حلقه‌ای | ۰٫۹۸۵۱ | ۰۱ دقیقه ۴۵ ثانیه | ۱۵°۳۶′جنوبی ۸۱°۴۸′غربی / ۱۵٫۶°جنوبی ۸۱٫۸°غربی   | ۶۴ کیلومتر (۴۰ مایل)   |                 | [ ۱ ]    |
| ۲۵ ژانویه ۲۳۳۵  | ۱۹:۲۹:۴۳           | ۱۴۶        | حلقه‌ای | ۰٫۹۷۸۴ | ۰۲ دقیقه ۲۵ ثانیه | ۲۰°۳۶′جنوبی ۱۰۵°۵۴′غربی / ۲۰٫۶°جنوبی ۱۰۵٫۹°غربی | ۷۷ کیلومتر (۴۸ مایل)   |                 | [ ۱ ]    |
| ۲۱ ژوئیه ۲۳۳۵   | ۰۳:۵۷:۴۹           | ۱۵۱        | کامل   | ۱٫۰۴۴۰ | ۰۳ دقیقه ۵۸ ثانیه | ۳۴°۰۰′شمالی ۱۲۷°۲۴′شرقی / ۳۴٫۰°شمالی ۱۲۷٫۴°شرقی | ۱۵۱ کیلومتر (۹۴ مایل)  |                 | [ ۱ ]    |
| ۱۴ ژانویه ۲۳۳۶  | ۲۳:۵۶:۴۲           | ۱۵۶        | حلقه‌ای | ۰٫۹۲۵۰ | ۰۶ دقیقه ۱۹ ثانیه | ۶۹°۳۶′جنوبی ۱۶۴°۵۴′غربی / ۶۹٫۶°جنوبی ۱۶۴٫۹°غربی | ۴۲۷ کیلومتر (۲۶۵ مایل) |                 | [ ۱ ]    |
| ۹ ژوئیه ۲۳۳۶    | ۱۹:۵۸:۲۲           | ۱۶۱        | کامل   | ۱٫۰۶۵۷ | ۰۳ دقیقه ۱۷ ثانیه | ۸۳°۱۲′شمالی ۴۹°۲۴′شرقی / ۸۳٫۲°شمالی ۴۹٫۴°شرقی   | ۸۰۰ کیلومتر (۵۰۰ مایل) |                 | [ ۱ ]    |
| ۲ ژانویه ۲۳۳۷   | ۲۳:۰۹:۴۴           | ۱۶۶        | جزئی   | ۰٫۲۴۳۴ | —                 | ۶۷°۱۲′جنوبی ۱۸°۰۰′شرقی / ۶۷٫۲°جنوبی ۱۸٫۰°شرقی   | —                      |                 | [ ۱ ]    |
| ۳۱ مه ۲۳۳۷      | ۰۵:۰۵:۵۶           | ۱۳۳        | کامل   | ۱٫۰۳۰۹ | ۰۲ دقیقه ۴۶ ثانیه | ۳۴°۳۶′جنوبی ۱۲۱°۱۲′شرقی / ۳۴٫۶°جنوبی ۱۲۱٫۲°شرقی | ۱۹۵ کیلومتر (۱۲۱ مایل) |                 | [ ۱ ]    |
| ۲۳ نوامبر ۲۳۳۷  | ۰۹:۳۷:۵۵           | ۱۳۸        | حلقه‌ای | ۰٫۹۷۸۶ | ۰۲ دقیقه ۰۵ ثانیه | ۳۵°۳۰′شمالی ۵۳°۴۸′شرقی / ۳۵٫۵°شمالی ۵۳٫۸°شرقی   | ۱۴۲ کیلومتر (۸۸ مایل)  |                 | [ ۱ ]    |
| ۲۰ مه ۲۳۳۸      | ۱۵:۱۴:۲۰           | ۱۴۳        | حلقه‌ای | ۰٫۹۸۱۲ | ۰۲ دقیقه ۰۷ ثانیه | ۱۴°۳۰′شمالی ۴۴°۰۰′غربی / ۱۴٫۵°شمالی ۴۴٫۰°غربی   | ۶۷ کیلومتر (۴۲ مایل)   |                 | [ ۱ ]    |
| ۱۲ نوامبر ۲۳۳۸  | ۲۱:۵۲:۵۴           | ۱۴۸        | کامل   | ۱٫۰۳۹۹ | ۰۳ دقیقه ۳۸ ثانیه | ۱۱°۴۲′جنوبی ۱۴۶°۲۴′غربی / ۱۱٫۷°جنوبی ۱۴۶٫۴°غربی | ۱۳۴ کیلومتر (۸۳ مایل)  |                 | [ ۱ ]    |
| ۹ مه ۲۳۳۹       | ۱۸:۰۸:۰۴           | ۱۵۳        | حلقه‌ای | ۰٫۹۳۹۲ | ۰۵ دقیقه ۲۴ ثانیه | ۵۴°۴۲′شمالی ۱۱۴°۳۰′غربی / ۵۴٫۷°شمالی ۱۱۴٫۵°غربی | ۳۰۰ کیلومتر (۱۹۰ مایل) |                 | [ ۱ ]    |
| ۲ نوامبر ۲۳۳۹   | ۱۳:۵۱:۵۰           | ۱۵۸        | کامل   | ۱٫۰۵۳۶ | ۰۳ دقیقه ۴۷ ثانیه | ۴۵°۴۸′جنوبی ۴۸°۱۸′غربی / ۴۵٫۸°جنوبی ۴۸٫۳°غربی   | ۲۱۵ کیلومتر (۱۳۴ مایل) |                 | [ ۱ ]    |
| ۲۹ مارس ۲۳۴۰    | ۰۳:۰۳:۳۷           | ۱۲۵        | جزئی   | ۰٫۱۱۳۱ | —                 | ۶۱°۱۲′جنوبی ۱۳۷°۱۸′غربی / ۶۱٫۲°جنوبی ۱۳۷٫۳°غربی | —                      |                 | [ ۱ ]    |
| ۲۷ آوریل ۲۳۴۰   | ۱۸:۲۱:۳۳           | ۱۶۳        | جزئی   | ۰٫۳۰۰۵ | —                 | ۶۲°۰۰′شمالی ۱۴۹°۴۸′شرقی / ۶۲٫۰°شمالی ۱۴۹٫۸°شرقی | —                      |                 | [ ۱ ]    |
| ۲۲ سپتامبر ۲۳۴۰ | ۱۸:۰۱:۳۴           | ۱۳۰        | جزئی   | ۰٫۲۷۹۳ | —                 | ۶۱°۰۶′شمالی ۱°۲۴′شرقی / ۶۱٫۱°شمالی ۱٫۴°شرقی     | —                      |                 | [ ۱ ]    |
| ۲۲ اکتبر ۲۳۴۰   | ۰۴:۵۵:۲۸           | ۱۶۸        | جزئی   | ۰٫۴۳۸۷ | —                 | ۶۱°۴۲′جنوبی ۵°۱۸′غربی / ۶۱٫۷°جنوبی ۵٫۳°غربی     | —                      |                 | [ ۱ ]    |
| ۱۸ مارس ۲۳۴۱    | ۱۱:۱۸:۲۰           | ۱۳۵        | مرکب   | ۱٫۰۰۷۵ | ۰۰ دقیقه ۳۶ ثانیه | ۳۹°۴۸′جنوبی ۴۲°۳۶′شرقی / ۳۹٫۸°جنوبی ۴۲٫۶°شرقی   | ۳۶ کیلومتر (۲۲ مایل)   |                 | [ ۱ ]    |
| ۱۲ سپتامبر ۲۳۴۱ | ۰۰:۲۲:۴۷           | ۱۴۰        | حلقه‌ای | ۰٫۹۵۲۹ | ۰۴ دقیقه ۱۹ ثانیه | ۴۱°۴۲′شمالی ۱۵۶°۲۴′غربی / ۴۱٫۷°شمالی ۱۵۶٫۴°غربی | ۲۳۴ کیلومتر (۱۴۵ مایل) |                 | [ ۱ ]    |
| ۸ مارس ۲۳۴۲     | ۰۱:۳۲:۱۴           | ۱۴۵        | کامل   | ۱٫۰۵۱۱ | ۰۴ دقیقه ۱۶ ثانیه | ۴°۵۴′جنوبی ۱۶۲°۵۴′شرقی / ۴٫۹°جنوبی ۱۶۲٫۹°شرقی   | ۱۶۹ کیلومتر (۱۰۵ مایل) |                 | [ ۱ ]    |
| ۱ سپتامبر ۲۳۴۲  | ۰۱:۰۶:۵۵           | ۱۵۰        | حلقه‌ای | ۰٫۹۴۳۴ | ۰۶ دقیقه ۳۴ ثانیه | ۶°۰۶′شمالی ۱۶۵°۴۲′شرقی / ۶٫۱°شمالی ۱۶۵٫۷°شرقی   | ۲۰۹ کیلومتر (۱۳۰ مایل) |                 | [ ۱ ]    |
| ۲۵ فوریه ۲۳۴۳   | ۱۷:۳۲:۱۸           | ۱۵۵        | کامل   | ۱٫۰۳۸۵ | ۰۳ دقیقه ۰۶ ثانیه | ۲۹°۳۶′شمالی ۹۷°۴۲′غربی / ۲۹٫۶°شمالی ۹۷٫۷°غربی   | ۱۷۵ کیلومتر (۱۰۹ مایل) |                 | [ ۱ ]    |
| ۲۱ اوت ۲۳۴۳     | ۰۳:۰۷:۰۵           | ۱۶۰        | حلقه‌ای | ۰٫۹۶۷۹ | ۰۳ دقیقه ۰۹ ثانیه | ۳۵°۰۶′جنوبی ۱۱۲°۴۸′شرقی / ۳۵٫۱°جنوبی ۱۱۲٫۸°شرقی | ۱۸۶ کیلومتر (۱۱۶ مایل) |                 | [ ۱ ]    |
| ۱۶ ژانویه ۲۳۴۴  | ۱۶:۱۳:۴۱           | ۱۲۷        | جزئی   | ۰٫۲۲۸۸ | —                 | ۶۳°۴۸′جنوبی ۸۳°۳۰′شرقی / ۶۳٫۸°جنوبی ۸۳٫۵°شرقی   | —                      |                 | [ ۱ ]    |
| ۱۵ فوریه ۲۳۴۴   | ۰۶:۳۷:۵۸           | ۱۶۵        | جزئی   | ۰٫۲۱۷۸ | —                 | ۶۲°۰۰′شمالی ۲۳°۱۸′شرقی / ۶۲٫۰°شمالی ۲۳٫۳°شرقی   | —                      |                 | [ ۱ ]    |
| ۱۱ ژوئیه ۲۳۴۴   | ۰۳:۳۹:۱۵           | ۱۳۲        | جزئی   | ۰٫۸۵۹۱ | —                 | ۶۴°۱۸′شمالی ۸۲°۱۸′غربی / ۶۴٫۳°شمالی ۸۲٫۳°غربی   | —                      |                 | [ ۱ ]    |
| ۹ اوت ۲۳۴۴      | ۱۱:۵۹:۰۵           | ۱۷۰        | جزئی   | ۰٫۰۷۸۸ | —                 | ۶۲°۱۸′جنوبی ۵۲°۱۲′غربی / ۶۲٫۳°جنوبی ۵۲٫۲°غربی   | —                      |                 | [ ۱ ]    |
| ۴ ژانویه ۲۳۴۵   | ۱۸:۴۰:۲۳           | ۱۳۷        | حلقه‌ای | ۰٫۹۱۶۵ | ۰۶ دقیقه ۴۵ ثانیه | ۷۱°۵۴′جنوبی ۶۴°۳۶′غربی / ۷۱٫۹°جنوبی ۶۴٫۶°غربی   | ۵۱۷ کیلومتر (۳۲۱ مایل) |                 | [ ۱ ]    |
| ۳۰ ژوئن ۲۳۴۵    | ۲۰:۲۶:۱۷           | ۱۴۲        | کامل   | ۱٫۰۷۹۷ | ۰۶ دقیقه ۰۷ ثانیه | ۴۲°۰۶′شمالی ۱۱۷°۴۲′غربی / ۴۲٫۱°شمالی ۱۱۷٫۷°غربی | ۲۷۲ کیلومتر (۱۶۹ مایل) |                 | [ ۱ ]    |
| ۲۴ دسامبر ۲۳۴۵  | ۱۷:۴۱:۰۴           | ۱۴۷        | حلقه‌ای | ۰٫۹۲۵۲ | ۰۹ دقیقه ۲۱ ثانیه | ۲۹°۴۲′جنوبی ۸۱°۰۶′غربی / ۲۹٫۷°جنوبی ۸۱٫۱°غربی   | ۲۸۴ کیلومتر (۱۷۶ مایل) |                 | [ ۱ ]    |
| ۲۰ ژوئن ۲۳۴۶    | ۱۲:۵۸:۴۴           | ۱۵۲        | کامل   | ۱٫۰۵۱۵ | ۰۵ دقیقه ۱۲ ثانیه | ۱°۳۰′جنوبی ۱۲°۴۲′غربی / ۱٫۵°جنوبی ۱۲٫۷°غربی     | ۱۸۸ کیلومتر (۱۱۷ مایل) |                 | [ ۱ ]    |
| ۱۳ دسامبر ۲۳۴۶  | ۲۰:۵۵:۳۶           | ۱۵۷        | حلقه‌ای | ۰٫۹۶۶۵ | ۰۴ دقیقه ۰۴ ثانیه | ۱۲°۴۸′شمالی ۱۳۳°۰۶′غربی / ۱۲٫۸°شمالی ۱۳۳٫۱°غربی | ۱۴۹ کیلومتر (۹۳ مایل)  |                 | [ ۱ ]    |
| ۱۱ مه ۲۳۴۷      | ۱۲:۰۷:۰۸           | ۱۲۴        | جزئی   | ۰٫۰۳۹۱ | —                 | ۶۹°۴۲′شمالی ۱۴۹°۰۶′غربی / ۶۹٫۷°شمالی ۱۴۹٫۱°غربی | —                      |                 | [ ۱ ]    |
| ۱۰ ژوئن ۲۳۴۷    | ۰۰:۴۴:۴۲           | ۱۶۲        | جزئی   | ۰٫۵۶۷۰ | —                 | ۶۷°۰۶′جنوبی ۱۷۰°۴۸′شرقی / ۶۷٫۱°جنوبی ۱۷۰٫۸°شرقی | —                      |                 | [ ۱ ]    |
| ۳ نوامبر ۲۳۴۷   | ۲۱:۰۹:۱۹           | ۱۲۹        | جزئی   | ۰٫۱۹۰۳ | —                 | ۷۰°۲۴′جنوبی ۸۳°۲۴′شرقی / ۷۰٫۴°جنوبی ۸۳٫۴°شرقی   | —                      |                 | [ ۱ ]    |
| ۳ دسامبر ۲۳۴۷   | ۰۷:۳۳:۳۳           | ۱۶۷        | جزئی   | ۰٫۵۶۳۵ | —                 | ۶۷°۵۴′شمالی ۷۴°۴۸′شرقی / ۶۷٫۹°شمالی ۷۴٫۸°شرقی   | —                      |                 | [ ۱ ]    |
| ۲۹ آوریل ۲۳۴۸   | ۱۳:۲۹:۰۰           | ۱۳۴        | حلقه‌ای | ۰٫۹۳۱۵ | ۰۵ دقیقه ۴۰ ثانیه | ۶۸°۰۶′شمالی ۴۸°۴۸′غربی / ۶۸٫۱°شمالی ۴۸٫۸°غربی   | ۴۶۶ کیلومتر (۲۹۰ مایل) |                 | [ ۱ ]    |
| ۲۳ اکتبر ۲۳۴۸   | ۱۳:۲۶:۵۶           | ۱۳۹        | کامل   | ۱٫۰۴۷۶ | ۰۳ دقیقه ۱۴ ثانیه | ۵۸°۱۲′جنوبی ۴۳°۳۶′غربی / ۵۸٫۲°جنوبی ۴۳٫۶°غربی   | ۲۴۲ کیلومتر (۱۵۰ مایل) |                 | [ ۱ ]    |
| ۱۸ آوریل ۲۳۴۹   | ۱۴:۱۶:۵۲           | ۱۴۴        | حلقه‌ای | ۰٫۹۵۵۷ | ۰۵ دقیقه ۲۳ ثانیه | ۱۶°۰۰′شمالی ۳۲°۰۶′غربی / ۱۶٫۰°شمالی ۳۲٫۱°غربی   | ۱۶۲ کیلومتر (۱۰۱ مایل) |                 | [ ۱ ]    |
| ۱۳ اکتبر ۲۳۴۹   | ۰۳:۲۸:۵۴           | ۱۴۹        | مرکب   | ۱٫۰۱۲۶ | ۰۱ دقیقه ۱۸ ثانیه | ۱۰°۳۶′جنوبی ۱۲۷°۱۲′شرقی / ۱۰٫۶°جنوبی ۱۲۷٫۲°شرقی | ۴۳ کیلومتر (۲۷ مایل)   |                 | [ ۱ ]    |
| ۷ آوریل ۲۳۵۰    | ۲۱:۰۶:۰۳           | ۱۵۴        | مرکب   | ۱٫۰۰۱۱ | ۰۰ دقیقه ۰۶ ثانیه | ۳۱°۴۲′جنوبی ۱۱۹°۴۲′غربی / ۳۱٫۷°جنوبی ۱۱۹٫۷°غربی | ۵ کیلومتر (۳٫۱ مایل)   |                 | [ ۱ ]    |
| ۲ اکتبر ۲۳۵۰    | ۱۱:۱۴:۰۷           | ۱۵۹        | حلقه‌ای | ۰٫۹۵۶۸ | ۰۴ دقیقه ۲۲ ثانیه | ۳۹°۴۸′شمالی ۲۸°۴۲′شرقی / ۳۹٫۸°شمالی ۲۸٫۷°شرقی   | ۲۲۲ کیلومتر (۱۳۸ مایل) |                 | [ ۱ ]    |
| ۲۷ فوریه ۲۳۵۱   | ۰۰:۵۶:۱۲           | ۱۲۶        | جزئی   | ۰٫۴۰۳۷ | —                 | ۷۱°۳۰′شمالی ۱۱۰°۰۶′شرقی / ۷۱٫۵°شمالی ۱۱۰٫۱°شرقی | —                      |                 | [ ۱ ]    |
| ۲۸ مارس ۲۳۵۱    | ۱۰:۳۰:۵۷           | ۱۶۴        | جزئی   | ۰٫۴۱۹۵ | —                 | ۷۲°۰۶′جنوبی ۱۰۸°۳۰′شرقی / ۷۲٫۱°جنوبی ۱۰۸٫۵°شرقی | —                      |                 | [ ۱ ]    |
| ۲۲ اوت ۲۳۵۱     | ۲۰:۴۲:۴۷           | ۱۳۱        | جزئی   | ۰٫۲۲۲۸ | —                 | ۷۱°۱۲′جنوبی ۱۷۸°۳۶′غربی / ۷۱٫۲°جنوبی ۱۷۸٫۶°غربی | —                      |                 | [ ۱ ]    |
| ۲۱ سپتامبر ۲۳۵۱ | ۱۲:۳۳:۲۷           | ۱۶۹        | جزئی   | ۰٫۱۶۸۰ | —                 | ۷۲°۱۲′شمالی ۸۶°۱۲′شرقی / ۷۲٫۲°شمالی ۸۶٫۲°شرقی   | —                      |                 | [ ۱ ]    |
| ۱۶ فوریه ۲۳۵۲   | ۱۶:۳۲:۰۶           | ۱۳۶        | کامل   | ۱٫۰۲۶۶ | ۰۲ دقیقه ۲۵ ثانیه | ۲۸°۳۰′شمالی ۷۱°۴۸′غربی / ۲۸٫۵°شمالی ۷۱٫۸°غربی   | ۱۲۱ کیلومتر (۷۵ مایل)  |                 | [ ۱ ]    |
| ۱۱ اوت ۲۳۵۲     | ۰۰:۲۱:۳۵           | ۱۴۱        | حلقه‌ای | ۰٫۹۸۶۲ | ۰۱ دقیقه ۳۲ ثانیه | ۲۳°۳۶′جنوبی ۱۷۱°۱۲′شرقی / ۲۳٫۶°جنوبی ۱۷۱٫۲°شرقی | ۶۳ کیلومتر (۳۹ مایل)   |                 | [ ۱ ]    |
| ۵ فوریه ۲۳۵۳    | ۰۳:۵۶:۵۵           | ۱۴۶        | حلقه‌ای | ۰٫۹۷۶۶ | ۰۲ دقیقه ۳۸ ثانیه | ۱۷°۰۶′جنوبی ۱۲۸°۰۰′شرقی / ۱۷٫۱°جنوبی ۱۲۸٫۰°شرقی | ۸۴ کیلومتر (۵۲ مایل)   |                 | [ ۱ ]    |
| ۳۱ ژوئیه ۲۳۵۳   | ۱۱:۱۷:۰۶           | ۱۵۱        | کامل   | ۱٫۰۴۶۷ | ۰۴ دقیقه ۲۰ ثانیه | ۲۷°۱۲′شمالی ۱۷°۴۸′شرقی / ۲۷٫۲°شمالی ۱۷٫۸°شرقی   | ۱۵۸ کیلومتر (۹۸ مایل)  |                 | [ ۱ ]    |
| ۲۵ ژانویه ۲۳۵۴  | ۰۸:۰۳:۲۰           | ۱۵۶        | حلقه‌ای | ۰٫۹۲۴۰ | ۰۶ دقیقه ۳۵ ثانیه | ۶۶°۰۰′جنوبی ۸۰°۳۶′شرقی / ۶۶٫۰°جنوبی ۸۰٫۶°شرقی   | ۴۲۷ کیلومتر (۲۶۵ مایل) |                 | [ ۱ ]    |
| ۲۱ ژوئیه ۲۳۵۴   | ۰۳:۲۸:۲۲           | ۱۶۱        | کامل   | ۱٫۰۶۹۷ | ۰۳ دقیقه ۵۱ ثانیه | ۸۱°۲۴′شمالی ۱۷۱°۴۲′شرقی / ۸۱٫۴°شمالی ۱۷۱٫۷°شرقی | ۴۹۹ کیلومتر (۳۱۰ مایل) |                 | [ ۱ ]    |
| ۱۴ ژانویه ۲۳۵۵  | ۰۷:۱۲:۲۰           | ۱۶۶        | جزئی   | ۰٫۲۵۸۸ | —                 | ۶۸°۱۲′جنوبی ۱۱۳°۲۴′غربی / ۶۸٫۲°جنوبی ۱۱۳٫۴°غربی | —                      |                 | [ ۱ ]    |
| ۱۱ ژوئن ۲۳۵۵    | ۱۲:۲۸:۱۸           | ۱۳۳        | کامل   | ۱٫۰۲۶۹ | ۰۲ دقیقه ۱۸ ثانیه | ۴۳°۱۸′جنوبی ۹°۱۲′شرقی / ۴۳٫۳°جنوبی ۹٫۲°شرقی     | ۲۳۳ کیلومتر (۱۴۵ مایل) |                 | [ ۱ ]    |
| ۴ دسامبر ۲۳۵۵   | ۱۷:۵۸:۳۷           | ۱۳۸        | حلقه‌ای | ۰٫۹۷۹۲ | ۰۲ دقیقه ۰۲ ثانیه | ۳۶°۰۰′شمالی ۷۴°۲۴′غربی / ۳۶٫۰°شمالی ۷۴٫۴°غربی   | ۱۴۵ کیلومتر (۹۰ مایل)  |                 | [ ۱ ]    |
| ۳۰ مه ۲۳۵۶      | ۲۲:۱۵:۱۸           | ۱۴۳        | حلقه‌ای | ۰٫۹۸۰۰ | ۰۲ دقیقه ۲۱ ثانیه | ۱۲°۱۲′شمالی ۱۴۸°۰۰′غربی / ۱۲٫۲°شمالی ۱۴۸٫۰°غربی | ۷۲ کیلومتر (۴۵ مایل)   |                 | [ ۱ ]    |
| ۲۳ نوامبر ۲۳۵۶  | ۰۶:۲۴:۵۵           | ۱۴۸        | کامل   | ۱٫۰۳۹۴ | ۰۳ دقیقه ۴۰ ثانیه | ۱۳°۱۲′جنوبی ۸۶°۱۸′شرقی / ۱۳٫۲°جنوبی ۸۶٫۳°شرقی   | ۱۳۳ کیلومتر (۸۳ مایل)  |                 | [ ۱ ]    |
| ۲۰ مه ۲۳۵۷      | ۰۰:۵۴:۲۳           | ۱۵۳        | حلقه‌ای | ۰٫۹۴۱۵ | ۰۵ دقیقه ۲۴ ثانیه | ۵۳°۵۴′شمالی ۱۵۱°۰۰′شرقی / ۵۳٫۹°شمالی ۱۵۱٫۰°شرقی | ۲۶۹ کیلومتر (۱۶۷ مایل) |                 | [ ۱ ]    |
| ۱۲ نوامبر ۲۳۵۷  | ۲۲:۲۰:۲۳           | ۱۵۸        | کامل   | ۱٫۰۵۰۵ | ۰۳ دقیقه ۳۵ ثانیه | ۴۸°۲۴′جنوبی ۱۷۲°۴۲′غربی / ۴۸٫۴°جنوبی ۱۷۲٫۷°غربی | ۲۰۰ کیلومتر (۱۲۰ مایل) |                 | [ ۱ ]    |
| ۹ آوریل ۲۳۵۸    | ۱۰:۳۷:۳۹           | ۱۲۵        | جزئی   | ۰٫۰۴۶۸ | —                 | ۶۱°۲۴′جنوبی ۱۰۰°۴۲′شرقی / ۶۱٫۴°جنوبی ۱۰۰٫۷°شرقی | —                      |                 | [ ۱ ]    |
| ۹ مه ۲۳۵۸       | ۰۱:۲۱:۱۴           | ۱۶۳        | جزئی   | ۰٫۴۰۹۷ | —                 | ۶۲°۳۶′شمالی ۳۶°۱۲′شرقی / ۶۲٫۶°شمالی ۳۶٫۲°شرقی   | —                      |                 | [ ۱ ]    |
| ۴ اکتبر ۲۳۵۸    | ۰۱:۳۶:۳۹           | ۱۳۰        | جزئی   | ۰٫۱۸۳۵ | —                 | ۶۱°۰۶′شمالی ۱۲۰°۴۲′غربی / ۶۱٫۱°شمالی ۱۲۰٫۷°غربی | —                      |                 | [ ۱ ]    |
| ۲ نوامبر ۲۳۵۸   | ۱۳:۰۴:۰۰           | ۱۶۸        | جزئی   | ۰٫۴۸۸۹ | —                 | ۶۲°۱۲′جنوبی ۱۳۶°۰۶′غربی / ۶۲٫۲°جنوبی ۱۳۶٫۱°غربی | —                      |                 | [ ۱ ]    |
| ۲۹ مارس ۲۳۵۹    | ۱۹:۲۴:۴۶           | ۱۳۵        | کامل   | ۱٫۰۱۲۸ | ۰۱ دقیقه ۰۲ ثانیه | ۳۷°۵۴′جنوبی ۷۹°۱۸′غربی / ۳۷٫۹°جنوبی ۷۹٫۳°غربی   | ۶۴ کیلومتر (۴۰ مایل)   |                 | [ ۱ ]    |
| ۲۳ سپتامبر ۲۳۵۹ | ۰۷:۲۴:۴۲           | ۱۴۰        | حلقه‌ای | ۰٫۹۴۷۱ | ۰۴ دقیقه ۵۳ ثانیه | ۴۱°۵۴′شمالی ۱۰۰°۳۶′شرقی / ۴۱٫۹°شمالی ۱۰۰٫۶°شرقی | ۲۹۱ کیلومتر (۱۸۱ مایل) |                 | [ ۱ ]    |
| ۱۸ مارس ۲۳۶۰    | ۰۹:۵۹:۲۲           | ۱۴۵        | کامل   | ۱٫۰۵۴۹ | ۰۴ دقیقه ۳۳ ثانیه | ۱°۴۸′جنوبی ۳۶°۲۴′شرقی / ۱٫۸°جنوبی ۳۶٫۴°شرقی     | ۱۸۱ کیلومتر (۱۱۲ مایل) |                 | [ ۱ ]    |
| ۱۱ سپتامبر ۲۳۶۰ | ۰۷:۵۲:۲۵           | ۱۵۰        | حلقه‌ای | ۰٫۹۴۱۵ | ۰۶ دقیقه ۴۱ ثانیه | ۵°۴۲′شمالی ۶۵°۳۶′شرقی / ۵٫۷°شمالی ۶۵٫۶°شرقی     | ۲۱۷ کیلومتر (۱۳۵ مایل) |                 | [ ۱ ]    |
| ۸ مارس ۲۳۶۱     | ۰۲:۰۵:۵۶           | ۱۵۵        | کامل   | ۱٫۰۳۹۶ | ۰۳ دقیقه ۰۶ ثانیه | ۳۱°۵۴′شمالی ۱۳۲°۴۲′شرقی / ۳۱٫۹°شمالی ۱۳۲٫۷°شرقی | ۱۷۶ کیلومتر (۱۰۹ مایل) |                 | [ ۱ ]    |
| ۳۱ اوت ۲۳۶۱     | ۱۰:۰۴:۳۰           | ۱۶۰        | حلقه‌ای | ۰٫۹۷۰۱ | ۰۲ دقیقه ۵۴ ثانیه | ۳۲°۱۲′جنوبی ۹°۴۲′شرقی / ۳۲٫۲°جنوبی ۹٫۷°شرقی     | ۱۵۱ کیلومتر (۹۴ مایل)  |                 | [ ۱ ]    |
| ۲۷ ژانویه ۲۳۶۲  | ۰۰:۳۶:۰۰           | ۱۲۷        | جزئی   | ۰٫۲۱۲۵ | —                 | ۶۲°۵۴′جنوبی ۵۱°۰۶′غربی / ۶۲٫۹°جنوبی ۵۱٫۱°غربی   | —                      |                 | [ ۱ ]    |
| ۲۵ فوریه ۲۳۶۲   | ۱۵:۰۲:۰۳           | ۱۶۵        | جزئی   | ۰٫۲۳۴۴ | —                 | ۶۱°۳۶′شمالی ۱۱۱°۱۸′غربی / ۶۱٫۶°شمالی ۱۱۱٫۳°غربی | —                      |                 | [ ۱ ]    |
| ۲۲ ژوئیه ۲۳۶۲   | ۱۱:۰۱:۱۴           | ۱۳۲        | جزئی   | ۰٫۷۲۵۶ | —                 | ۶۳°۳۰′شمالی ۱۵۷°۵۴′شرقی / ۶۳٫۵°شمالی ۱۵۷٫۹°شرقی | —                      |                 | [ ۱ ]    |
| ۲۰ اوت ۲۳۶۲     | ۱۹:۱۸:۱۰           | ۱۷۰        | جزئی   | ۰٫۲۱۴۸ | —                 | ۶۱°۴۸′جنوبی ۱۷۰°۴۲′غربی / ۶۱٫۸°جنوبی ۱۷۰٫۷°غربی | —                      |                 | [ ۱ ]    |
| ۱۶ ژانویه ۲۳۶۳  | ۰۲:۴۵:۰۷           | ۱۳۷        | حلقه‌ای | ۰٫۹۱۵۴ | ۰۶ دقیقه ۵۲ ثانیه | ۶۸°۴۸′جنوبی ۱۷۷°۳۶′غربی / ۶۸٫۸°جنوبی ۱۷۷٫۶°غربی | ۵۳۲ کیلومتر (۳۳۱ مایل) |                 | [ ۱ ]    |
| ۱۲ ژوئیه ۲۳۶۳   | ۰۳:۵۵:۰۳           | ۱۴۲        | کامل   | ۱٫۰۷۹۲ | ۰۵ دقیقه ۵۱ ثانیه | ۴۵°۰۰′شمالی ۱۳۴°۳۰′شرقی / ۴۵٫۰°شمالی ۱۳۴٫۵°شرقی | ۲۷۹ کیلومتر (۱۷۳ مایل) |                 | [ ۱ ]    |
| ۵ ژانویه ۲۳۶۴   | ۰۱:۴۶:۴۸           | ۱۴۷        | حلقه‌ای | ۰٫۹۲۵۹ | ۰۹ دقیقه ۰۳ ثانیه | ۲۹°۲۴′جنوبی ۱۵۹°۴۲′شرقی / ۲۹٫۴°جنوبی ۱۵۹٫۷°شرقی | ۲۸۱ کیلومتر (۱۷۵ مایل) |                 | [ ۱ ]    |
| ۳۰ ژوئن ۲۳۶۴    | ۲۰:۱۹:۴۸           | ۱۵۲        | کامل   | ۱٫۰۴۹۹ | ۰۵ دقیقه ۰۰ ثانیه | ۲°۵۴′شمالی ۱۲۳°۱۸′غربی / ۲٫۹°شمالی ۱۲۳٫۳°غربی   | ۱۷۶ کیلومتر (۱۰۹ مایل) |                 | [ ۱ ]    |
| ۲۴ دسامبر ۲۳۶۴  | ۰۵:۱۸:۵۹           | ۱۵۷        | حلقه‌ای | ۰٫۹۶۸۳ | ۰۳ دقیقه ۴۸ ثانیه | ۱۱°۳۶′شمالی ۹۹°۴۸′شرقی / ۱۱٫۶°شمالی ۹۹٫۸°شرقی   | ۱۳۹ کیلومتر (۸۶ مایل)  |                 | [ ۱ ]    |
| ۲۰ ژوئن ۲۳۶۵    | ۰۷:۴۴:۱۳           | ۱۶۲        | جزئی   | ۰٫۶۹۳۵ | —                 | ۶۶°۰۶′جنوبی ۵۵°۴۲′شرقی / ۶۶٫۱°جنوبی ۵۵٫۷°شرقی   | —                      |                 | [ ۱ ]    |
| ۱۴ نوامبر ۲۳۶۵  | ۰۵:۳۷:۳۳           | ۱۲۹        | جزئی   | ۰٫۱۵۲۶ | —                 | ۶۹°۳۰′جنوبی ۵۵°۵۴′غربی / ۶۹٫۵°جنوبی ۵۵٫۹°غربی   | —                      |                 | [ ۱ ]    |
| ۱۳ دسامبر ۲۳۶۵  | ۱۶:۱۲:۴۲           | ۱۶۷        | جزئی   | ۰٫۵۸۷۲ | —                 | ۶۶°۴۸′شمالی ۶۵°۳۶′غربی / ۶۶٫۸°شمالی ۶۵٫۶°غربی   | —                      |                 | [ ۱ ]    |
| ۱۰ مه ۲۳۶۶      | ۲۰:۲۲:۰۸           | ۱۳۴        | حلقه‌ای | ۰٫۹۳۲۳ | ۰۵ دقیقه ۰۳ ثانیه | ۷۷°۵۴′شمالی ۱۶۹°۳۰′غربی / ۷۷٫۹°شمالی ۱۶۹٫۵°غربی | ۵۸۳ کیلومتر (۳۶۲ مایل) |                 | [ ۱ ]    |
| ۳ نوامبر ۲۳۶۶   | ۲۱:۴۶:۰۴           | ۱۳۹        | کامل   | ۱٫۰۴۲۶ | ۰۲ دقیقه ۴۶ ثانیه | ۶۴°۴۸′جنوبی ۱۷۰°۱۲′غربی / ۶۴٫۸°جنوبی ۱۷۰٫۲°غربی | ۲۳۱ کیلومتر (۱۴۴ مایل) |                 | [ ۱ ]    |
| ۲۹ آوریل ۲۳۶۷   | ۲۱:۳۰:۰۳           | ۱۴۴        | حلقه‌ای | ۰٫۹۶۰۷ | ۰۴ دقیقه ۳۸ ثانیه | ۲۲°۴۸′شمالی ۱۴۱°۱۲′غربی / ۲۲٫۸°شمالی ۱۴۱٫۲°غربی | ۱۴۴ کیلومتر (۸۹ مایل)  |                 | [ ۱ ]    |
| ۲۴ اکتبر ۲۳۶۷   | ۱۱:۲۵:۰۴           | ۱۴۹        | مرکب   | ۱٫۰۰۶۵ | ۰۰ دقیقه ۴۰ ثانیه | ۱۶°۴۲′جنوبی ۷°۱۸′شرقی / ۱۶٫۷°جنوبی ۷٫۳°شرقی     | ۲۲ کیلومتر (۱۴ مایل)   |                 | [ ۱ ]    |
| ۱۸ آوریل ۲۳۶۸   | ۰۴:۵۱:۳۸           | ۱۵۴        | مرکب   | ۱٫۰۰۷۹ | ۰۰ دقیقه ۴۷ ثانیه | ۲۴°۴۸′جنوبی ۱۲۰°۴۸′شرقی / ۲۴٫۸°جنوبی ۱۲۰٫۸°شرقی | ۳۴ کیلومتر (۲۱ مایل)   |                 | [ ۱ ]    |
| ۱۲ اکتبر ۲۳۶۸   | ۱۸:۳۷:۲۰           | ۱۵۹        | حلقه‌ای | ۰٫۹۵۲۲ | ۰۵ دقیقه ۱۳ ثانیه | ۳۲°۳۰′شمالی ۸۵°۴۸′غربی / ۳۲٫۵°شمالی ۸۵٫۸°غربی   | ۲۳۳ کیلومتر (۱۴۵ مایل) |                 | [ ۱ ]    |
| ۹ مارس ۲۳۶۹     | ۰۹:۳۰:۲۴           | ۱۲۶        | جزئی   | ۰٫۳۶۸۶ | —                 | ۷۱°۵۴′شمالی ۳۲°۱۲′غربی / ۷۱٫۹°شمالی ۳۲٫۲°غربی   | —                      |                 | [ ۱ ]    |
| ۷ آوریل ۲۳۶۹    | ۱۸:۴۲:۱۰           | ۱۶۴        | جزئی   | ۰٫۴۸۸۰ | —                 | ۷۱°۴۸′جنوبی ۲۸°۰۶′غربی / ۷۱٫۸°جنوبی ۲۸٫۱°غربی   | —                      |                 | [ ۱ ]    |
| ۲ سپتامبر ۲۳۶۹  | ۰۳:۲۵:۵۶           | ۱۳۱        | جزئی   | ۰٫۱۰۲۵ | —                 | ۷۱°۴۲′جنوبی ۶۷°۲۴′شرقی / ۷۱٫۷°جنوبی ۶۷٫۴°شرقی   | —                      |                 | [ ۱ ]    |
| ۱ اکتبر ۲۳۶۹    | ۱۹:۳۳:۳۱           | ۱۶۹        | جزئی   | ۰٫۲۶۵۱ | —                 | ۷۲°۰۶′شمالی ۳۲°۴۲′غربی / ۷۲٫۱°شمالی ۳۲٫۷°غربی   | —                      |                 | [ ۱ ]    |
| ۲۷ فوریه ۲۳۷۰   | ۰۱:۰۷:۰۲           | ۱۳۶        | کامل   | ۱٫۰۲۶۲ | ۰۲ دقیقه ۱۷ ثانیه | ۳۳°۱۲′شمالی ۱۵۷°۰۰′شرقی / ۳۳٫۲°شمالی ۱۵۷٫۰°شرقی | ۱۲۱ کیلومتر (۷۵ مایل)  |                 | [ ۱ ]    |
| ۲۲ اوت ۲۳۷۰     | ۰۷:۲۲:۲۱           | ۱۴۱        | حلقه‌ای | ۰٫۹۸۶۷ | ۰۱ دقیقه ۲۲ ثانیه | ۳۲°۰۰′جنوبی ۶۲°۰۰′شرقی / ۳۲٫۰°جنوبی ۶۲٫۰°شرقی   | ۶۶ کیلومتر (۴۱ مایل)   |                 | [ ۱ ]    |
| ۱۶ فوریه ۲۳۷۱   | ۱۲:۱۸:۴۹           | ۱۴۶        | حلقه‌ای | ۰٫۹۷۵۳ | ۰۲ دقیقه ۴۸ ثانیه | ۱۲°۵۴′جنوبی ۲°۴۲′شرقی / ۱۲٫۹°جنوبی ۲٫۷°شرقی     | ۸۸ کیلومتر (۵۵ مایل)   |                 | [ ۱ ]    |
| ۱۱ اوت ۲۳۷۱     | ۱۸:۳۸:۰۴           | ۱۵۱        | کامل   | ۱٫۰۴۸۷ | ۰۴ دقیقه ۳۶ ثانیه | ۱۹°۵۴′شمالی ۹۳°۰۰′غربی / ۱۹٫۹°شمالی ۹۳٫۰°غربی   | ۱۶۲ کیلومتر (۱۰۱ مایل) |                 | [ ۱ ]    |
| ۵ فوریه ۲۳۷۲    | ۱۶:۰۷:۴۸           | ۱۵۶        | حلقه‌ای | ۰٫۹۲۳۷ | ۰۶ دقیقه ۵۰ ثانیه | ۶۱°۳۰′جنوبی ۳۶°۵۴′غربی / ۶۱٫۵°جنوبی ۳۶٫۹°غربی   | ۴۲۲ کیلومتر (۲۶۲ مایل) |                 | [ ۱ ]    |
| ۳۱ ژوئیه ۲۳۷۲   | ۱۰:۵۸:۳۰           | ۱۶۱        | کامل   | ۱٫۰۷۱۷ | ۰۴ دقیقه ۱۸ ثانیه | ۷۱°۰۰′شمالی ۴۵°۳۰′شرقی / ۷۱٫۰°شمالی ۴۵٫۵°شرقی   | ۴۰۴ کیلومتر (۲۵۱ مایل) |                 | [ ۱ ]    |
| ۲۴ ژانویه ۲۳۷۳  | ۱۵:۱۴:۵۹           | ۱۶۶        | جزئی   | ۰٫۲۷۴۲ | —                 | ۶۹°۱۸′جنوبی ۱۱۴°۳۰′شرقی / ۶۹٫۳°جنوبی ۱۱۴٫۵°شرقی | —                      |                 | [ ۱ ]    |
| ۲۱ ژوئن ۲۳۷۳    | ۱۹:۴۵:۲۹           | ۱۳۳        | کامل   | ۱٫۰۱۹۱ | ۰۱ دقیقه ۲۴ ثانیه | ۶۲°۴۲′جنوبی ۱۰۰°۰۶′غربی / ۶۲٫۷°جنوبی ۱۰۰٫۱°غربی | —                      |                 | [ ۱ ]    |
| ۱۵ دسامبر ۲۳۷۳  | ۰۲:۲۵:۵۵           | ۱۳۸        | حلقه‌ای | ۰٫۹۸۰۳ | ۰۱ دقیقه ۵۶ ثانیه | ۳۶°۴۲′شمالی ۱۵۵°۲۴′شرقی / ۳۶٫۷°شمالی ۱۵۵٫۴°شرقی | ۱۴۱ کیلومتر (۸۸ مایل)  |                 | [ ۱ ]    |
| ۱۱ ژوئن ۲۳۷۴    | ۰۵:۰۹:۵۶           | ۱۴۳        | حلقه‌ای | ۰٫۹۷۸۴ | ۰۲ دقیقه ۳۹ ثانیه | ۸°۴۸′شمالی ۱۰۹°۰۶′شرقی / ۸٫۸°شمالی ۱۰۹٫۱°شرقی   | ۷۹ کیلومتر (۴۹ مایل)   |                 | [ ۱ ]    |
| ۴ دسامبر ۲۳۷۴   | ۱۵:۰۲:۵۶           | ۱۴۸        | کامل   | ۱٫۰۳۹۰ | ۰۳ دقیقه ۴۲ ثانیه | ۱۴°۰۶′جنوبی ۴۲°۲۴′غربی / ۱۴٫۱°جنوبی ۴۲٫۴°غربی   | ۱۳۲ کیلومتر (۸۲ مایل)  |                 | [ ۱ ]    |
| ۳۱ مه ۲۳۷۵      | ۰۷:۳۴:۳۳           | ۱۵۳        | حلقه‌ای | ۰٫۹۴۳۶ | ۰۵ دقیقه ۲۶ ثانیه | ۵۲°۰۰′شمالی ۵۷°۵۴′شرقی / ۵۲٫۰°شمالی ۵۷٫۹°شرقی   | ۲۴۳ کیلومتر (۱۵۱ مایل) |                 | [ ۱ ]    |
| ۲۴ نوامبر ۲۳۷۵  | ۰۶:۵۴:۵۴           | ۱۵۸        | کامل   | ۱٫۰۴۷۴ | ۰۳ دقیقه ۲۳ ثانیه | ۵۰°۴۲′جنوبی ۶۲°۱۸′شرقی / ۵۰٫۷°جنوبی ۶۲٫۳°شرقی   | ۱۸۶ کیلومتر (۱۱۶ مایل) |                 | [ ۱ ]    |
| ۱۹ مه ۲۳۷۶      | ۰۸:۱۴:۴۴           | ۱۶۳        | جزئی   | ۰٫۵۳۰۴ | —                 | ۶۳°۱۸′شمالی ۷۶°۰۶′غربی / ۶۳٫۳°شمالی ۷۶٫۱°غربی   | —                      |                 | [ ۱ ]    |
| ۱۴ اکتبر ۲۳۷۶   | ۰۹:۱۸:۲۸           | ۱۳۰        | جزئی   | ۰٫۱۰۰۳ | —                 | ۶۱°۲۴′شمالی ۱۱۵°۲۴′شرقی / ۶۱٫۴°شمالی ۱۱۵٫۴°شرقی | —                      |                 | [ ۱ ]    |
| ۱۲ نوامبر ۲۳۷۶  | ۲۱:۱۹:۰۶           | ۱۶۸        | جزئی   | ۰٫۵۲۷۹ | —                 | ۶۲°۴۸′جنوبی ۹۱°۲۴′شرقی / ۶۲٫۸°جنوبی ۹۱٫۴°شرقی   | —                      |                 | [ ۱ ]    |
| ۹ آوریل ۲۳۷۷    | ۰۳:۲۵:۱۰           | ۱۳۵        | کامل   | ۱٫۰۱۸۰ | ۰۱ دقیقه ۲۸ ثانیه | ۳۷°۰۶′جنوبی ۱۶۰°۱۲′شرقی / ۳۷٫۱°جنوبی ۱۶۰٫۲°شرقی | ۹۶ کیلومتر (۶۰ مایل)   |                 | [ ۱ ]    |
| ۳ اکتبر ۲۳۷۷    | ۱۴:۳۳:۱۷           | ۱۴۰        | حلقه‌ای | ۰٫۹۴۱۳ | ۰۵ دقیقه ۲۹ ثانیه | ۴۲°۳۶′شمالی ۴°۴۲′غربی / ۴۲٫۶°شمالی ۴٫۷°غربی     | ۳۶۶ کیلومتر (۲۲۷ مایل) |                 | [ ۱ ]    |
| ۲۹ مارس ۲۳۷۸    | ۱۸:۲۰:۲۳           | ۱۴۵        | کامل   | ۱٫۰۵۸۷ | ۰۴ دقیقه ۵۱ ثانیه | ۱°۰۶′شمالی ۸۸°۳۶′غربی / ۱٫۱°شمالی ۸۸٫۶°غربی     | ۱۹۳ کیلومتر (۱۲۰ مایل) |                 | [ ۱ ]    |
| ۲۲ سپتامبر ۲۳۷۸ | ۱۴:۴۵:۴۸           | ۱۵۰        | حلقه‌ای | ۰٫۹۳۹۶ | ۰۶ دقیقه ۵۴ ثانیه | ۴°۴۸′شمالی ۳۶°۳۶′غربی / ۴٫۸°شمالی ۳۶٫۶°غربی     | ۲۲۵ کیلومتر (۱۴۰ مایل) |                 | [ ۱ ]    |
| ۱۹ مارس ۲۳۷۹    | ۱۰:۳۱:۴۷           | ۱۵۵        | کامل   | ۱٫۰۴۰۹ | ۰۳ دقیقه ۰۷ ثانیه | ۳۴°۱۸′شمالی ۵°۳۶′شرقی / ۳۴٫۳°شمالی ۵٫۶°شرقی     | ۱۷۷ کیلومتر (۱۱۰ مایل) |                 | [ ۱ ]    |
| ۱۱ سپتامبر ۲۳۷۹ | ۱۷:۰۹:۳۲           | ۱۶۰        | حلقه‌ای | ۰٫۹۷۱۷ | ۰۲ دقیقه ۴۲ ثانیه | ۳۰°۵۴′جنوبی ۹۵°۲۴′غربی / ۳۰٫۹°جنوبی ۹۵٫۴°غربی   | ۱۳۰ کیلومتر (۸۱ مایل)  |                 | [ ۱ ]    |
| ۷ فوریه ۲۳۸۰    | ۰۸:۵۴:۰۱           | ۱۲۷        | جزئی   | ۰٫۱۹۰۹ | —                 | ۶۲°۱۲′جنوبی ۱۷۵°۴۲′شرقی / ۶۲٫۲°جنوبی ۱۷۵٫۷°شرقی | —                      |                 | [ ۱ ]    |
| ۷ مارس ۲۳۸۰     | ۲۳:۱۷:۵۲           | ۱۶۵        | جزئی   | ۰٫۲۶۱۵ | —                 | ۶۱°۱۸′شمالی ۱۱۶°۱۸′شرقی / ۶۱٫۳°شمالی ۱۱۶٫۳°شرقی | —                      |                 | [ ۱ ]    |
| ۱ اوت ۲۳۸۰      | ۱۸:۲۶:۱۷           | ۱۳۲        | جزئی   | ۰٫۵۹۴۹ | —                 | ۶۲°۴۸′شمالی ۳۷°۴۲′شرقی / ۶۲٫۸°شمالی ۳۷٫۷°شرقی   | —                      |                 | [ ۱ ]    |
| ۳۱ اوت ۲۳۸۰     | ۰۲:۴۴:۳۹           | ۱۷۰        | جزئی   | ۰٫۳۴۲۲ | —                 | ۶۱°۲۴′جنوبی ۶۹°۱۲′شرقی / ۶۱٫۴°جنوبی ۶۹٫۲°شرقی   | —                      |                 | [ ۱ ]    |
| ۲۶ ژانویه ۲۳۸۱  | ۱۰:۴۶:۳۸           | ۱۳۷        | حلقه‌ای | ۰٫۹۱۴۹ | ۰۶ دقیقه ۵۷ ثانیه | ۶۵°۱۸′جنوبی ۶۶°۴۸′شرقی / ۶۵٫۳°جنوبی ۶۶٫۸°شرقی   | ۵۴۶ کیلومتر (۳۳۹ مایل) |                 | [ ۱ ]    |
| ۲۲ ژوئیه ۲۳۸۱   | ۱۱:۲۵:۰۲           | ۱۴۲        | کامل   | ۱٫۰۷۷۷ | ۰۵ دقیقه ۳۳ ثانیه | ۴۶°۵۴′شمالی ۲۶°۵۴′شرقی / ۴۶٫۹°شمالی ۲۶٫۹°شرقی   | ۲۸۵ کیلومتر (۱۷۷ مایل) |                 | [ ۱ ]    |
| ۱۵ ژانویه ۲۳۸۲  | ۰۹:۵۳:۲۲           | ۱۴۷        | حلقه‌ای | ۰٫۹۲۷۴ | ۰۸ دقیقه ۴۰ ثانیه | ۲۸°۰۶′جنوبی ۴۰°۰۶′شرقی / ۲۸٫۱°جنوبی ۴۰٫۱°شرقی   | ۲۷۵ کیلومتر (۱۷۱ مایل) |                 | [ ۱ ]    |
| ۱۲ ژوئیه ۲۳۸۲   | ۰۳:۳۷:۵۱           | ۱۵۲        | کامل   | ۱٫۰۴۷۵ | ۰۴ دقیقه ۴۱ ثانیه | ۶°۳۰′شمالی ۱۲۷°۳۰′شرقی / ۶٫۵°شمالی ۱۲۷٫۵°شرقی   | ۱۶۴ کیلومتر (۱۰۲ مایل) |                 | [ ۱ ]    |
| ۴ ژانویه ۲۳۸۳   | ۱۳:۴۶:۲۶           | ۱۵۷        | حلقه‌ای | ۰٫۹۷۰۶ | ۰۳ دقیقه ۲۶ ثانیه | ۱۱°۲۴′شمالی ۲۸°۰۶′غربی / ۱۱٫۴°شمالی ۲۸٫۱°غربی   | ۱۲۸ کیلومتر (۸۰ مایل)  |                 | [ ۱ ]    |
| ۱ ژوئیه ۲۳۸۳    | ۱۴:۳۷:۴۲           | ۱۶۲        | جزئی   | ۰٫۸۲۷۶ | —                 | ۶۵°۰۶′جنوبی ۵۷°۳۰′غربی / ۶۵٫۱°جنوبی ۵۷٫۵°غربی   | —                      |                 | [ ۱ ]    |
| ۲۵ نوامبر ۲۳۸۳  | ۱۴:۱۳:۳۲           | ۱۲۹        | جزئی   | ۰٫۱۲۶۰ | —                 | ۶۸°۳۶′جنوبی ۱۶۳°۳۰′شرقی / ۶۸٫۶°جنوبی ۱۶۳٫۵°شرقی | —                      |                 | [ ۱ ]    |
| ۲۵ دسامبر ۲۳۸۳  | ۰۰:۵۷:۰۴           | ۱۶۷        | جزئی   | ۰٫۶۰۳۳ | —                 | ۶۵°۴۸′شمالی ۱۵۳°۱۲′شرقی / ۶۵٫۸°شمالی ۱۵۳٫۲°شرقی | —                      |                 | [ ۱ ]    |
| ۲۱ مه ۲۳۸۴      | ۰۳:۰۵:۲۶           | ۱۳۴        | حلقه‌ای | ۰٫۹۳۱۷ | ۰۴ دقیقه ۲۸ ثانیه | ۸۰°۴۸′شمالی ۰°۴۸′غربی / ۸۰٫۸°شمالی ۰٫۸°غربی     | ۱۱۵ کیلومتر (۷۱ مایل)  |                 | [ ۱ ]    |
| ۱۴ نوامبر ۲۳۸۴  | ۰۶:۱۳:۲۰           | ۱۳۹        | کامل   | ۱٫۰۳۷۷ | ۰۲ دقیقه ۲۲ ثانیه | ۷۰°۵۴′جنوبی ۶۳°۳۰′شرقی / ۷۰٫۹°جنوبی ۶۳٫۵°شرقی   | ۲۱۷ کیلومتر (۱۳۵ مایل) |                 | [ ۱ ]    |
| ۱۰ مه ۲۳۸۵      | ۰۴:۳۶:۴۹           | ۱۴۴        | حلقه‌ای | ۰٫۹۶۵۷ | ۰۳ دقیقه ۵۳ ثانیه | ۲۹°۳۰′شمالی ۱۱۱°۵۴′شرقی / ۲۹٫۵°شمالی ۱۱۱٫۹°شرقی | ۱۲۶ کیلومتر (۷۸ مایل)  |                 | [ ۱ ]    |
| ۳ نوامبر ۲۳۸۵   | ۱۹:۲۷:۳۰           | ۱۴۹        | مرکب   | ۱٫۰۰۰۴ | ۰۰ دقیقه ۰۳ ثانیه | ۲۲°۰۶′جنوبی ۱۱۳°۳۰′غربی / ۲۲٫۱°جنوبی ۱۱۳٫۵°غربی | ۲ کیلومتر (۱٫۲ مایل)   |                 | [ ۱ ]    |
| ۲۹ آوریل ۲۳۸۶   | ۱۲:۳۲:۲۵           | ۱۵۴        | مرکب   | ۱٫۰۱۴۶ | ۰۱ دقیقه ۳۰ ثانیه | ۱۸°۰۶′جنوبی ۲°۵۴′شرقی / ۱۸٫۱°جنوبی ۲٫۹°شرقی     | ۶۰ کیلومتر (۳۷ مایل)   |                 | [ ۱ ]    |
| ۲۴ اکتبر ۲۳۸۶   | ۰۲:۰۶:۴۳           | ۱۵۹        | حلقه‌ای | ۰٫۹۴۷۵ | ۰۶ دقیقه ۰۹ ثانیه | ۲۶°۰۶′شمالی ۱۵۸°۴۸′شرقی / ۲۶٫۱°شمالی ۱۵۸٫۸°شرقی | ۲۴۶ کیلومتر (۱۵۳ مایل) |                 | [ ۱ ]    |
| ۲۰ مارس ۲۳۸۷    | ۱۷:۵۹:۰۸           | ۱۲۶        | جزئی   | ۰٫۳۲۴۱ | —                 | ۷۲°۰۶′شمالی ۱۷۳°۱۸′غربی / ۷۲٫۱°شمالی ۱۷۳٫۳°غربی | —                      |                 | [ ۱ ]    |
| ۱۹ آوریل ۲۳۸۷   | ۰۲:۴۷:۰۶           | ۱۶۴        | جزئی   | ۰٫۵۶۷۷ | —                 | ۷۱°۱۸′جنوبی ۱۶۲°۴۲′غربی / ۷۱٫۳°جنوبی ۱۶۲٫۷°غربی | —                      |                 | [ ۱ ]    |
| ۱۳ اکتبر ۲۳۸۷   | ۰۲:۴۱:۰۴           | ۱۶۹        | جزئی   | ۰٫۳۵۲۳ | —                 | ۷۱°۴۸′شمالی ۱۵۳°۱۸′غربی / ۷۱٫۸°شمالی ۱۵۳٫۳°غربی | —                      |                 | [ ۱ ]    |
| ۹ مارس ۲۳۸۸     | ۰۹:۳۶:۲۱           | ۱۳۶        | کامل   | ۱٫۰۲۶۰ | ۰۲ دقیقه ۱۰ ثانیه | ۳۸°۳۰′شمالی ۲۷°۰۰′شرقی / ۳۸٫۵°شمالی ۲۷٫۰°شرقی   | ۱۲۴ کیلومتر (۷۷ مایل)  |                 | [ ۱ ]    |
| ۱ سپتامبر ۲۳۸۸  | ۱۴:۳۰:۲۵           | ۱۴۱        | حلقه‌ای | ۰٫۹۸۶۷ | ۰۱ دقیقه ۱۵ ثانیه | ۴۰°۴۲′جنوبی ۵۰°۰۶′غربی / ۴۰٫۷°جنوبی ۵۰٫۱°غربی   | ۷۳ کیلومتر (۴۵ مایل)   |                 | [ ۱ ]    |
| ۲۶ فوریه ۲۳۸۹   | ۲۰:۳۳:۵۲           | ۱۴۶        | حلقه‌ای | ۰٫۹۷۴۴ | ۰۲ دقیقه ۵۵ ثانیه | ۸°۰۶′جنوبی ۱۲۱°۱۸′غربی / ۸٫۱°جنوبی ۱۲۱٫۳°غربی   | ۹۲ کیلومتر (۵۷ مایل)   |                 | [ ۱ ]    |
| ۲۲ اوت ۲۳۸۹     | ۰۲:۰۵:۵۳           | ۱۵۱        | کامل   | ۱٫۰۵۰۰ | ۰۴ دقیقه ۴۵ ثانیه | ۱۲°۳۰′شمالی ۱۵۳°۵۴′شرقی / ۱۲٫۵°شمالی ۱۵۳٫۹°شرقی | ۱۶۶ کیلومتر (۱۰۳ مایل) |                 | [ ۱ ]    |
| ۱۶ فوریه ۲۳۹۰   | ۰۰:۰۶:۵۸           | ۱۵۶        | حلقه‌ای | ۰٫۹۲۳۹ | ۰۷ دقیقه ۰۶ ثانیه | ۵۶°۲۴′جنوبی ۱۵۵°۳۶′غربی / ۵۶٫۴°جنوبی ۱۵۵٫۶°غربی | ۴۱۱ کیلومتر (۲۵۵ مایل) |                 | [ ۱ ]    |
| ۱۱ اوت ۲۳۹۰     | ۱۸:۳۱:۲۷           | ۱۶۱        | کامل   | ۱٫۰۷۲۴ | ۰۴ دقیقه ۴۱ ثانیه | ۶۱°۱۸′شمالی ۷۲°۳۰′غربی / ۶۱٫۳°شمالی ۷۲٫۵°غربی   | ۳۵۳ کیلومتر (۲۱۹ مایل) |                 | [ ۱ ]    |
| ۴ فوریه ۲۳۹۱    | ۲۳:۱۵:۰۶           | ۱۶۶        | جزئی   | ۰٫۲۹۳۳ | —                 | ۷۰°۱۸′جنوبی ۱۷°۳۶′غربی / ۷۰٫۳°جنوبی ۱۷٫۶°غربی   | —                      |                 | [ ۱ ]    |
| ۳ ژوئیه ۲۳۹۱    | ۰۲:۵۸:۵۳           | ۱۳۳        | جزئی   | ۰٫۸۶۶۴ | —                 | ۶۷°۰۶′جنوبی ۱۴۳°۰۰′شرقی / ۶۷٫۱°جنوبی ۱۴۳٫۰°شرقی | —                      |                 | [ ۱ ]    |
| ۱ اوت ۲۳۹۱      | ۱۱:۱۴:۳۲           | ۱۷۱        | جزئی   | ۰٫۰۷۶۶ | —                 | ۶۹°۳۶′شمالی ۱۶۷°۵۴′شرقی / ۶۹٫۶°شمالی ۱۶۷٫۹°شرقی | —                      |                 | [ ۱ ]    |
| ۲۶ دسامبر ۲۳۹۱  | ۱۰:۵۷:۱۵           | ۱۳۸        | حلقه‌ای | ۰٫۹۸۲۰ | ۰۱ دقیقه ۴۶ ثانیه | ۳۷°۳۶′شمالی ۲۴°۰۰′شرقی / ۳۷٫۶°شمالی ۲۴٫۰°شرقی   | ۱۳۱ کیلومتر (۸۱ مایل)  |                 | [ ۱ ]    |
| ۲۱ ژوئن ۲۳۹۲    | ۱۱:۵۷:۵۸           | ۱۴۳        | حلقه‌ای | ۰٫۹۷۶۲ | ۰۳ دقیقه ۰۲ ثانیه | ۴°۰۶′شمالی ۷°۱۸′شرقی / ۴٫۱°شمالی ۷٫۳°شرقی       | ۹۰ کیلومتر (۵۶ مایل)   |                 | [ ۱ ]    |
| ۱۴ دسامبر ۲۳۹۲  | ۲۳:۴۶:۲۶           | ۱۴۸        | کامل   | ۱٫۰۳۹۱ | ۰۳ دقیقه ۴۶ ثانیه | ۱۴°۳۰′جنوبی ۱۷۲°۲۴′غربی / ۱۴٫۵°جنوبی ۱۷۲٫۴°غربی | ۱۳۳ کیلومتر (۸۳ مایل)  |                 | [ ۱ ]    |
| ۱۰ ژوئن ۲۳۹۳    | ۱۴:۰۸:۴۱           | ۱۵۳        | حلقه‌ای | ۰٫۹۴۵۳ | ۰۵ دقیقه ۳۴ ثانیه | ۴۸°۴۸′شمالی ۳۴°۲۴′غربی / ۴۸٫۸°شمالی ۳۴٫۴°غربی   | ۲۲۴ کیلومتر (۱۳۹ مایل) |                 | [ ۱ ]    |
| ۴ دسامبر ۲۳۹۳   | ۱۵:۳۴:۳۵           | ۱۵۸        | کامل   | ۱٫۰۴۴۵ | ۰۳ دقیقه ۱۳ ثانیه | ۵۲°۳۶′جنوبی ۶۳°۰۰′غربی / ۵۲٫۶°جنوبی ۶۳٫۰°غربی   | ۱۷۴ کیلومتر (۱۰۸ مایل) |                 | [ ۱ ]    |
| ۳۰ مه ۲۳۹۴      | ۱۵:۰۳:۰۳           | ۱۶۳        | جزئی   | ۰٫۶۶۰۹ | —                 | ۶۴°۰۶′شمالی ۱۷۲°۴۲′شرقی / ۶۴٫۱°شمالی ۱۷۲٫۷°شرقی | —                      |                 | [ ۱ ]    |
| ۲۵ اکتبر ۲۳۹۴   | ۱۷:۰۷:۱۳           | ۱۳۰        | جزئی   | ۰٫۰۲۹۸ | —                 | ۶۱°۴۸′شمالی ۱۰°۱۸′غربی / ۶۱٫۸°شمالی ۱۰٫۳°غربی   | —                      |                 | [ ۱ ]    |
| ۲۴ نوامبر ۲۳۹۴  | ۰۵:۴۰:۳۶           | ۱۶۸        | جزئی   | ۰٫۵۵۵۵ | —                 | ۶۳°۳۶′جنوبی ۴۳°۰۰′غربی / ۶۳٫۶°جنوبی ۴۳٫۰°غربی   | —                      |                 | [ ۱ ]    |
| ۲۰ آوریل ۲۳۹۵   | ۱۱:۱۷:۱۵           | ۱۳۵        | کامل   | ۱٫۰۲۳۰ | ۰۱ دقیقه ۵۲ ثانیه | ۳۷°۴۲′جنوبی ۴۱°۵۴′شرقی / ۳۷٫۷°جنوبی ۴۱٫۹°شرقی   | ۱۳۴ کیلومتر (۸۳ مایل)  |                 | [ ۱ ]    |
| ۱۴ اکتبر ۲۳۹۵   | ۲۱:۴۹:۱۶           | ۱۴۰        | حلقه‌ای | ۰٫۹۳۵۴ | ۰۶ دقیقه ۰۷ ثانیه | ۴۴°۰۰′شمالی ۱۱۲°۲۴′غربی / ۴۴٫۰°شمالی ۱۱۲٫۴°غربی | ۴۷۱ کیلومتر (۲۹۳ مایل) |                 | [ ۱ ]    |
| ۹ آوریل ۲۳۹۶    | ۰۲:۳۳:۱۷           | ۱۴۵        | کامل   | ۱٫۰۶۲۵ | ۰۵ دقیقه ۱۲ ثانیه | ۳°۲۴′شمالی ۱۴۸°۴۲′شرقی / ۳٫۴°شمالی ۱۴۸٫۷°شرقی   | ۲۰۶ کیلومتر (۱۲۸ مایل) |                 | [ ۱ ]    |
| ۲ اکتبر ۲۳۹۶    | ۲۱:۴۸:۰۷           | ۱۵۰        | حلقه‌ای | ۰٫۹۳۷۵ | ۰۷ دقیقه ۱۲ ثانیه | ۳°۳۰′شمالی ۱۴۱°۱۲′غربی / ۳٫۵°شمالی ۱۴۱٫۲°غربی   | ۲۳۴ کیلومتر (۱۴۵ مایل) |                 | [ ۱ ]    |
| ۲۹ مارس ۲۳۹۷    | ۱۸:۴۹:۵۲           | ۱۵۵        | کامل   | ۱٫۰۴۲۳ | ۰۳ دقیقه ۱۱ ثانیه | ۳۶°۴۲′شمالی ۱۱۸°۵۴′غربی / ۳۶٫۷°شمالی ۱۱۸٫۹°غربی | ۱۷۸ کیلومتر (۱۱۱ مایل) |                 | [ ۱ ]    |
| ۲۲ سپتامبر ۲۳۹۷ | ۰۰:۲۳:۵۵           | ۱۶۰        | حلقه‌ای | ۰٫۹۷۲۸ | ۰۲ دقیقه ۳۴ ثانیه | ۳۰°۵۴′جنوبی ۱۵۷°۱۲′شرقی / ۳۰٫۹°جنوبی ۱۵۷٫۲°شرقی | ۱۱۸ کیلومتر (۷۳ مایل)  |                 | [ ۱ ]    |
| ۱۷ فوریه ۲۳۹۸   | ۱۷:۰۸:۱۴           | ۱۲۷        | جزئی   | ۰٫۱۶۵۰ | —                 | ۶۱°۴۲′جنوبی ۴۳°۳۰′شرقی / ۶۱٫۷°جنوبی ۴۳٫۵°شرقی   | —                      |                 | [ ۱ ]    |
| ۱۹ مارس ۲۳۹۸    | ۰۷:۲۷:۰۸           | ۱۶۵        | جزئی   | ۰٫۲۹۶۵ | —                 | ۶۱°۱۲′شمالی ۱۴°۲۴′غربی / ۶۱٫۲°شمالی ۱۴٫۴°غربی   | —                      |                 | [ ۱ ]    |
| ۱۳ اوت ۲۳۹۸     | ۰۱:۵۳:۳۷           | ۱۳۲        | جزئی   | ۰٫۴۶۶۹ | —                 | ۶۲°۱۲′شمالی ۸۲°۵۴′غربی / ۶۲٫۲°شمالی ۸۲٫۹°غربی   | —                      |                 | [ ۱ ]    |
| ۱۱ سپتامبر ۲۳۹۸ | ۱۰:۱۶:۳۴           | ۱۷۰        | جزئی   | ۰٫۴۶۳۲ | —                 | ۶۱°۱۲′جنوبی ۵۲°۱۸′غربی / ۶۱٫۲°جنوبی ۵۲٫۳°غربی   | —                      |                 | [ ۱ ]    |
| ۶ فوریه ۲۳۹۹    | ۱۸:۴۶:۴۴           | ۱۳۷        | حلقه‌ای | ۰٫۹۱۵۰ | ۰۷ دقیقه ۰۱ ثانیه | ۶۱°۳۶′جنوبی ۵۱°۰۰′غربی / ۶۱٫۶°جنوبی ۵۱٫۰°غربی   | ۵۵۷ کیلومتر (۳۴۶ مایل) |                 | [ ۱ ]    |
| ۲ اوت ۲۳۹۹      | ۱۸:۵۵:۱۴           | ۱۴۲        | کامل   | ۱٫۰۷۵۴ | ۰۵ دقیقه ۱۴ ثانیه | ۴۸°۰۰′شمالی ۸۰°۲۴′غربی / ۴۸٫۰°شمالی ۸۰٫۴°غربی   | ۲۹۱ کیلومتر (۱۸۱ مایل) |                 | [ ۱ ]    |
| ۲۶ ژانویه ۲۴۰۰  | ۱۸:۰۰:۱۰           | ۱۴۷        | حلقه‌ای | ۰٫۹۲۹۵ | ۰۸ دقیقه ۱۳ ثانیه | ۲۶°۰۰′جنوبی ۷۹°۵۴′غربی / ۲۶٫۰°جنوبی ۷۹٫۹°غربی   | ۲۶۷ کیلومتر (۱۶۶ مایل) |                 | [ ۱ ]    |
| ۲۲ ژوئیه ۲۴۰۰   | ۱۰:۵۴:۴۸           | ۱۵۲        | کامل   | ۱٫۰۴۴۴ | ۰۴ دقیقه ۱۷ ثانیه | ۹°۰۶′شمالی ۱۹°۰۰′شرقی / ۹٫۱°شمالی ۱۹٫۰°شرقی     | ۱۵۱ کیلومتر (۹۴ مایل)  |                 | [ ۱ ]    |